# Cathédrale Saint-Samson de Dol-de-Bretagne
Cette ancienne cathédrale n’est pas la seule cathédrale Saint-Samson.
La cathédrale Saint-Samson de Dol-de-Bretagne est une cocathédrale catholique romaine de style gothique. Elle est située à Dol-de-Bretagne, dans le département français d'Ille-et-Vilaine, et est classée monument historique par la liste de 1840. Elle est une des sept cathédrales étapes du Tro Breiz.
Elle a été le siège de l'évêché de Dol-de-Bretagne depuis l'année 555, l'un des neuf anciens évêchés de Bretagne. En 848, Nominoë fait ériger Dol en archevêché, statut qui durera jusqu'en 1199. Nominoë demande au pape le Pallium  pour le représentant de l'Église bretonne siégeant à Dol : ceci permet aux évêques bretons d'échapper à la juridiction du métropolitain de Tours (archidiocèse de Tours). À la Révolution, la cathédrale devint successivement Temple de la Raison, écurie et entrepôt. Lors du rétablissement de la fonction religieuse, Dol ne récupéra pas son titre d'évêché. Il fut en effet supprimé par le concordat de 1801, et son territoire réparti entre les diocèses de Rennes, Saint-Brieuc, Quimper et Évreux.
On notera que c'est sous Napoléon III que la Bretagne retrouvera son statut d'archevêché, avec Rennes pour siège. 
François Duine a écrit :

« Quand on entre par la porte occidentale et qu’on monte lentement, avec l’attention recueillie du prêtre ou de l’artiste, vers ce chœur qui verse à flots la lumière mystérieuse du ciel et s’embrase avec plénitude des lueurs plus lointaines de l’abside, il est difficile, à moins d’avoir l’âme fermée à toute émotion, de ne pas sentir la magie des rêveurs du moyen âge. À l’aurore des matins d’été, le vitrail du chevet paraît d’une gaieté multicolore et rajeunit les murs de longues caresses mouvantes, bleues et vermeilles. Le sanctuaire semble sourire de jeunesse. Choisissez au contraire des journées moins triomphantes et la tombée prochaine du soir. Les couleurs, attristées, attendries, attirent vers elles le poète fatigué. La cathédrale est un monde. C’est en y retournant vingt fois qu’on mérite d’en apprendre les secrets, et à vingt heures différentes. »

## Histoire du sanctuaire

### Les édifices disparus
C'est en 548 que saint Samson de Dol, moine évêque de Cardiff, au Pays de Galles, arrive à Dol et y fonde un monastère. Peu après, en 555, Judual, roi de Bretagne, transforme le monastère en évêché. Après le sacre de Nominoë, souverain des Bretons, en 848, la ville devient la capitale religieuse de la Bretagne. Bientôt, une cathédrale pré-romane remplace l'église primitive, mais celle-ci fut peut-être détruite par les Vikings en 1014. Au milieu du XIe siècle, le pape Grégoire VII consacre un archevêque à Dol-de-Bretagne, mais les rois de France s'y opposent, ainsi que l'archevêque de Tours, si bien qu'en 1199, le pape décide de supprimer l'archevêché de Dol et les évêchés bretons retournent sous la juridiction de l'archevêché de Tours. Un édifice précédant l’actuelle cathédrale fut inauguré en 1194 . Ce monument, de style roman, fut probablement construit sous l’épiscopat de Jean puis de Roland III, tous deux protégés du pape Alexandre III et sous influence du roi Henri II Plantagenêt.

### Les étapes de l'édification de la cathédrale actuelle
En 1203, le roi d'Angleterre Jean sans Terre incendie la cathédrale romane. Craignant pour son âme, il contribuera au financement de sa reconstruction qui démarre en septembre de la même année sous l'impulsion de l'évêque Jean VII de Lizaunet.
En 1231, à la mort de Jean de Lizaunet, la nef est achevée. Son successeur Clément de Vitré (encore appelé Clément de Coetquen ou de Coetquin) fait construire le transept et le chœur à chevet plat. Les reliques de saint Samson de Dol attirent de nombreux pèlerins, ce qui nécessite la construction d'un déambulatoire. L'évêque Clément de Vitré amène sur le chantier des ouvriers ayant travaillé à l'édification d'autres cathédrales et introduit les nouvelles techniques. La nouvelle construction se fait sur les bases romanes du sanctuaire précédent, mais dans le style gothique dit anglo-normand et continue tout au long du XIIIe siècle. Dernière étape, le chœur, avec son déambulatoire et ses dix chapelles latérales, est achevé entre 1265 et 1279. La cathédrale est alors opérationnelle, mais ne possède pas encore ses tours gothiques.
Le grand porche sud, situé à l'extrémité du croisillon sud, sera ajouté aux XIVe et XVe siècles. En même temps, on construira de part et d'autre de ce dernier, à l'ouest, la salle capitulaire, à l'est le trésor. Lors de la même campagne, a eu lieu l'édification de la très grande chapelle axiale du chevet.

### Les différentes restaurations, duXIXesiècleà nos jours
En 2021, l'auteur britannique Ken Follett offre, via la Fondation du patrimoine, la somme de 148 000 euros, représentant ses droits d'auteur de son ouvrage Notre-Dame, pour la restauration de la cathédrale et y ajoute la somme de 27 600 euros en 2023, le coût total du chantier s'élevant à 2,5 millions d'euros.
L'écrivain gallois Ken Follett a dit sa fierté et son émotion le dimanche 31 juillet 2022 en visitant la cathédrale, dont il a aidé à financer les travaux de rénovation en faisant don des droits d'auteur de son récit Notre-Dame (2019). « Je suis très fier et très content de vous aider un peu pour les réparations de la cathédrale de Dol », a dit un Ken Follett ému, reçu par les élus de cette ville de 6 000 habitants qui l'a fait citoyen d'honneur.

## Structure et dimensions
- Longueur extérieure : 93,50 m
- Longueur de la nef : 39,25 m
- Largeur totale de la nef : 17,05 m
  - dont largeur du vaisseau central : 8,55 m
  - dont largeur des collatéraux : 4,30 m environ
- Hauteur sous voûtes de la nef : 20,20 m
- Croisée du transept : 8,80 m sur 8,35 m
- Longueur des bras du transept : 9,85 m chacun
- Longueur du chœur : 27,55 m
- Largeur du chœur : 8,65 m
- Hauteur sous voûtes du chœur : 20,50 m
- Profondeur du chœur avec son déambulatoire : 31,80 m
- Largeur du chœur et des bas-côtés : 18,35 m
- Largeur totale du chœur avec les chapelles : 26,05 m[8]

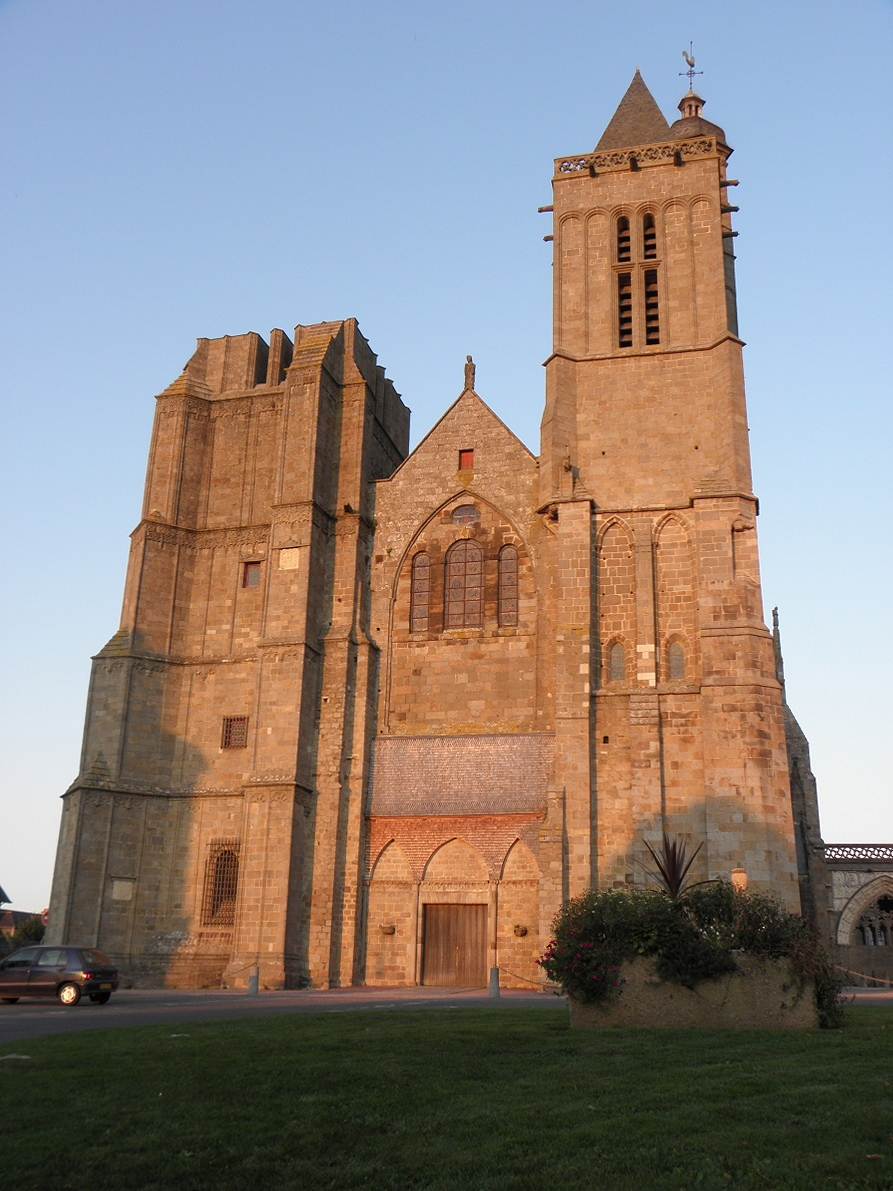
Vue de la façade occidentale et des deux tours inachevées.
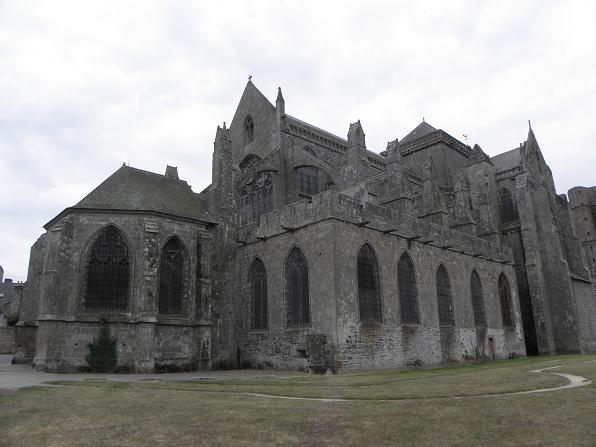
Chevet de la cathédrale.
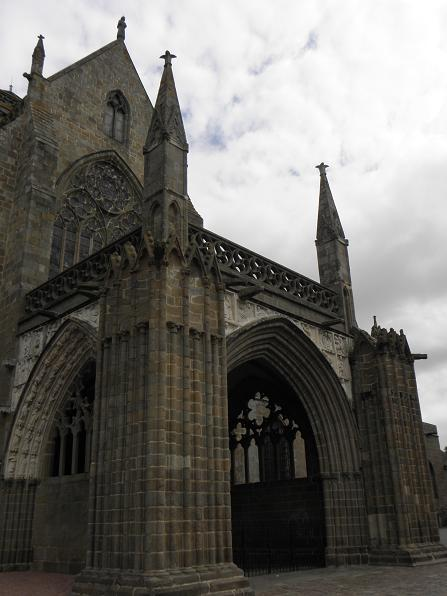
Grand porche de la cathédrale.

## Éléments architecturaux extérieurs

### La façade occidentale
La façade occidentale de la cathédrale Saint-Samson de Dol-de-Bretagne laisse peu augurer de l'édifice qu'elle précède tellement son austérité et son caractère hétéroclite contrastent avec l'ampleur et la relative homogénéité du vaisseau principal que l'on découvre une fois franchi le seuil du bâtiment. Complexe, cette partie de la cathédrale constitue assurément l'élément le plus faible de l'une des réalisations majeures du style gothique en Bretagne. Plusieurs raisons permettent d'expliquer la déconvenue que viendrait à connaître un visiteur, pressé, ou coutumier des façades harmoniques des grandes cathédrales gothiques classiques, apercevant cette réalisation somme toute assez commune, voire peu élégante.
Le massif occidental ne constitue en effet la façade principale de la cathédrale que depuis le XIXe siècle, ce rôle ayant été dévolu précédemment au flanc sud de l'édifice pendant tout le Moyen Âge et l'ancien régime. La cathédrale occupait ainsi l'angle nord-ouest de la ville épiscopale, son flanc nord longeant les remparts entre la tour Saint-Samson et celle aux lutins, et sa façade occidentale butant contre la courtine reliant cette dernière tour au château épiscopal. Le vaste parvis précédent l'édifice à l'ouest reste de création récente, le grand porche placé en avant du croisillon méridional ayant constitué de tout temps l'entrée majeure dévolue aux fidèles et paroissiens.
Par ailleurs, l'édification du massif occidental s'est étalée sur plus de cinq siècles, entre le XIIe siècle et le XVIe siècle, sans qu'aucun projet d'ensemble ait été suivi, la réalisation ayant été hypothéquée par la conservation tardive de la tour romane septentrionale jusqu'à la Renaissance.
Enfin, l'inachèvement de la tour nord, faute de disponibilités financières, et la disparition de la maîtresse vitre centrale, remplacée par un triplet classique mesquin et commun, ont nui sensiblement à l'équilibre de la composition.
La partie médiane
Le rez-de-chaussée de la partie médiane présente une arcature rythmée par quatre colonnes en délit sommées de trois arcs ogivaux, la travée centrale étant seule percée d'une porte rectangulaire au linteau appareillé de gros claveaux moulurés. Deux culots de statues datant du XVIe siècle ornent les plates-faces latérales, tandis qu'une frise feuillagée relie les quatre chapiteaux portant trois tympans nus et animant faiblement la paroi occidentale qu'un porche de pierre ouvragé a pu précéder originellement, un édicule de pierre et bois, couvert en appentis, étant toutefois assurément attesté au XVIIe siècle. L'édification de la tour septentrionale a peut-être induit sa disparition, à moins qu'il n'ait été supprimé lors de l'installation des grandes orgues vers 1700. L'unique étage présente quant à lui les vestiges d'une grande baie gothique en arc brisé, autrefois ornée d'une rosace à l'instar des façades des croisillons et du chevet, remplacée depuis le XVIIIe siècle par un triplet plein-cintre sommé d'un œil-de-bœuf, lequel alourdit sensiblement la composition. Une statue d'évêque couronne le pignon lui-même percé d'une ouverture rectangulaire.
Toute cette section, appareillée en pierres de taille de granite, est encadrée de contreforts dissymétriques, celui situé au nord ayant appartenu à la tour romane primitive. Pour autant, la variété de couleur et de grain des matériaux utilisés, de même que les modules de tailles différents employés aux rez-de-chaussée et premier étage, trahissent l'intervention de deux équipes de tailleurs distinctes et un étalement certain du chantier dans le temps.

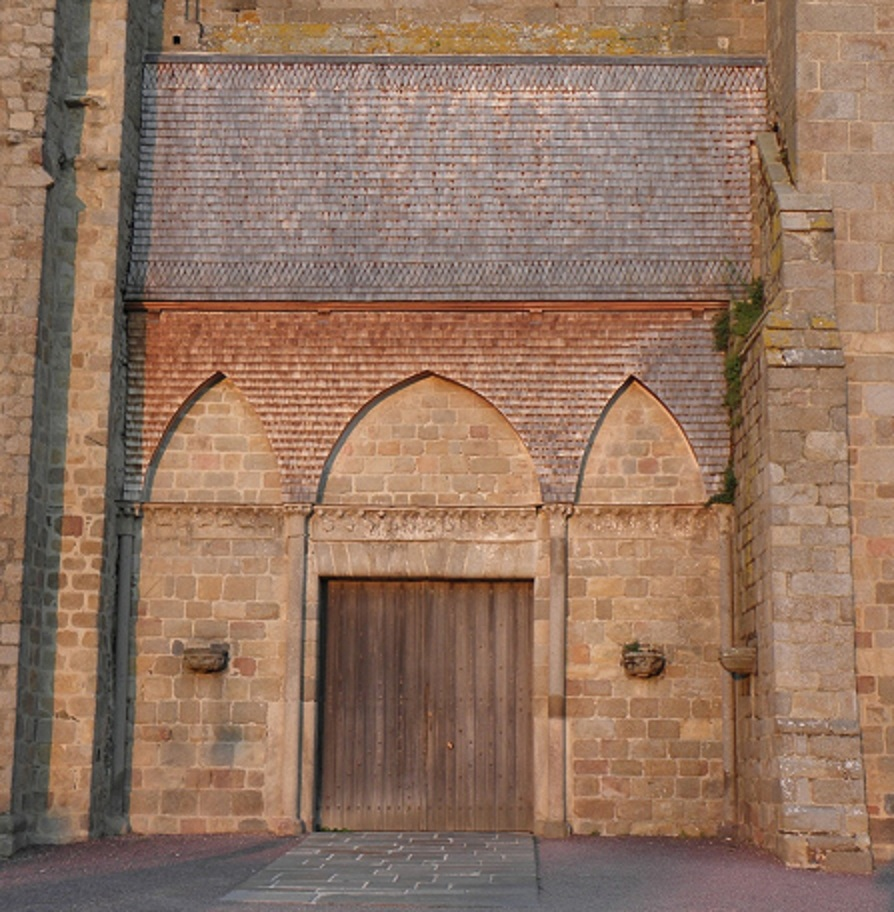
Le portail occidental et sa frise feuillagée.
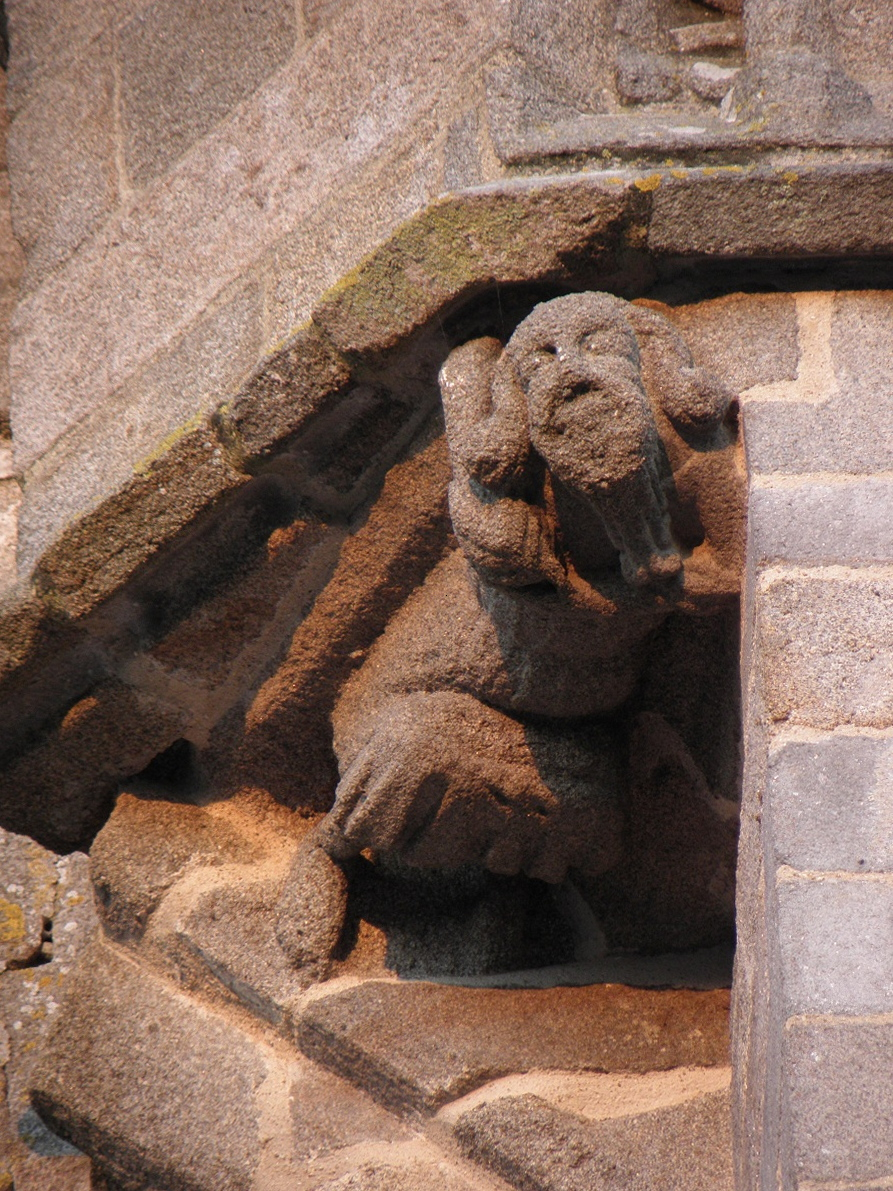
Détail sculpté de la façade occidentale figurant Jean sans Terre.

La tour Nord
La tour nord, quasi aveugle, ressemble plus à un donjon qu'à une tour de cathédrale, ayant d'ailleurs servi de prison pour les officiers du bas-chœur à l'époque moderne. Datant pour l'essentiel du XVIe siècle, elle conserve néanmoins des vestiges de la tour romane originelle, laquelle avait déjà été partiellement remaniée lors de l'édification de l'œuvre gothique, au XIIIe siècle (parement extérieur du mur oriental au rez-de-chaussée, second et troisième étages du mur sud). Sa construction, entreprise sous l'épiscopat de Mathurin de Plédran (1504-1521) par suite de la ruine de la tour romane septentrionale, est demeurée inachevée, faute d'argent, bien que le prélat eût obtenu des indulgences du pape Léon X pour qui contribuerait à sa construction. Elle se développe sur quatre étages, en plus du rez-de-chaussée, le dernier présentant l'amorce de deux fenêtres géminées. Puissamment épaulée sur sa face nord par deux contreforts plantés de biais, faiblement éclairée par de petites baies carrées ou en tiers-point, elle présente un exceptionnel décor d'accolades et branchages, sculpté à la manière d'un lambrequin.

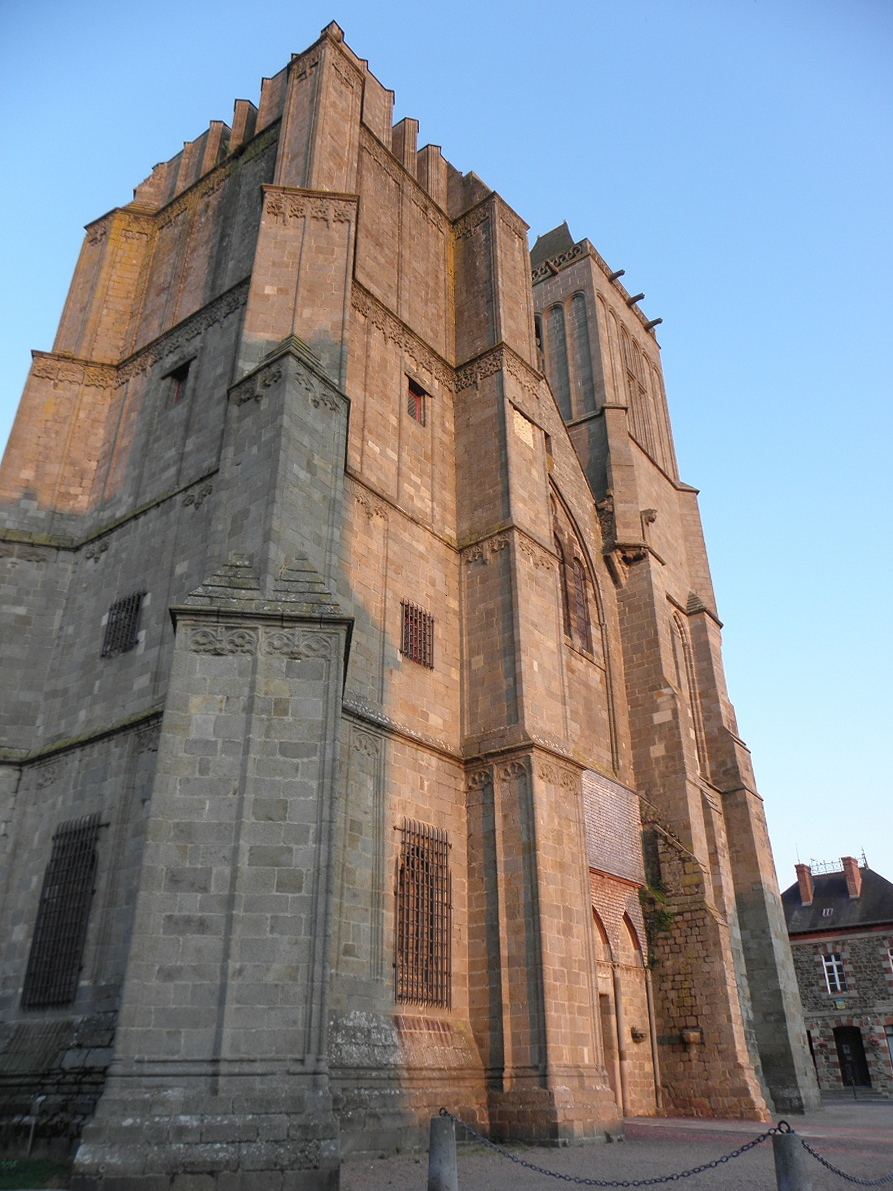
La tour septentrionale de la cathédrale Saint-Samson.
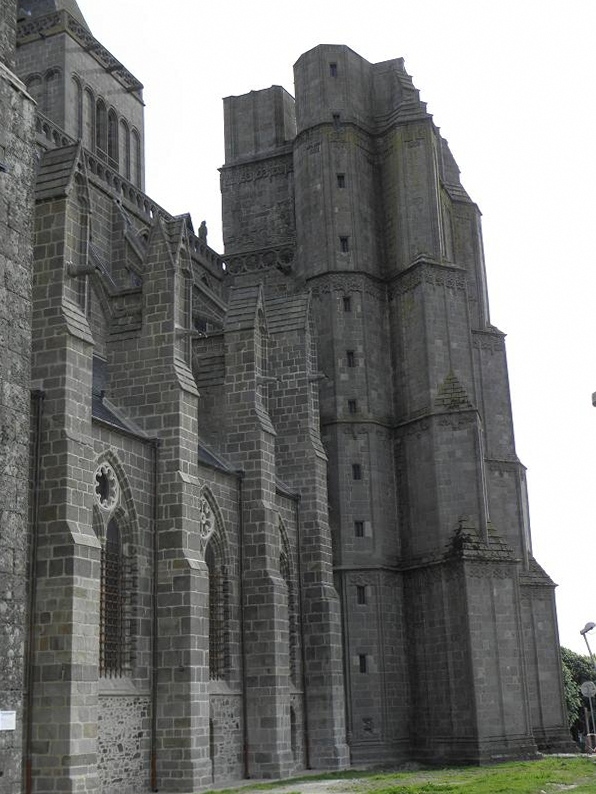
Face sud de la tour septentrionale.
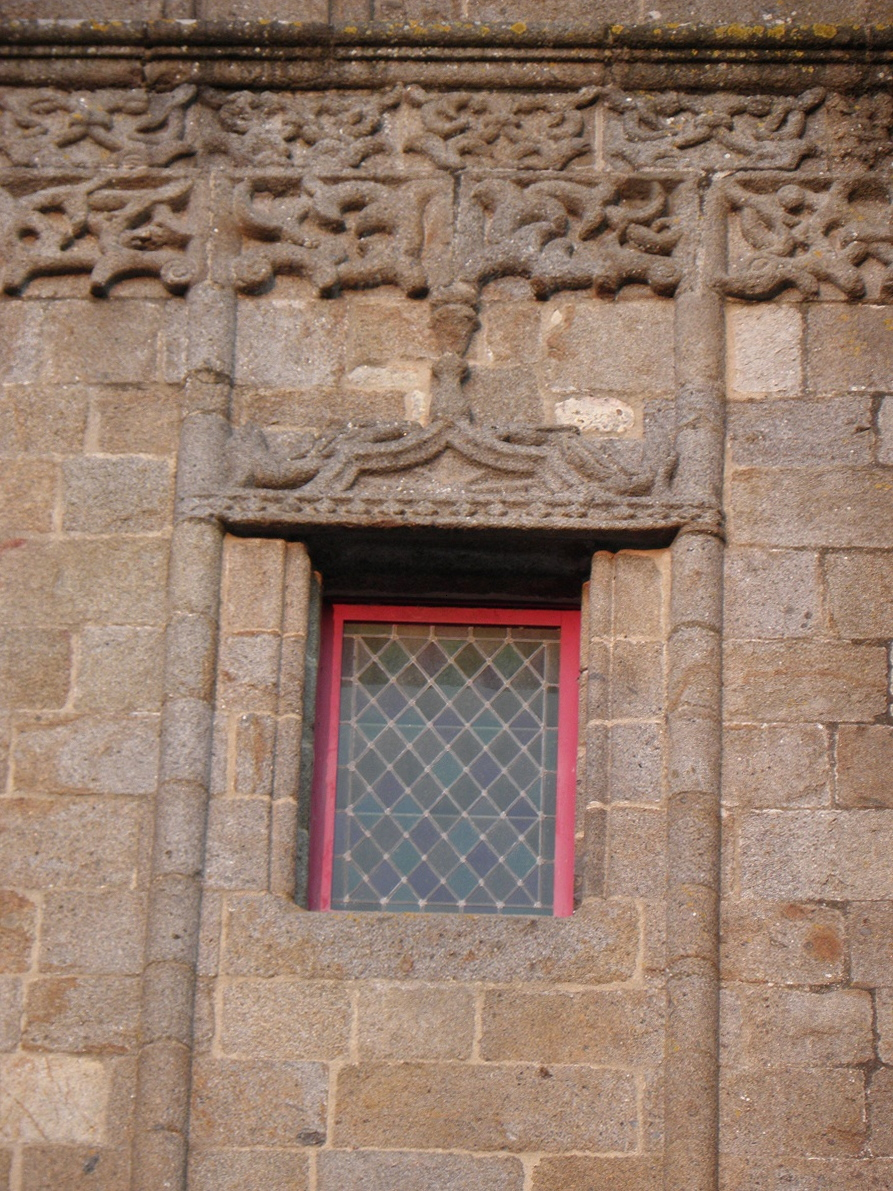
L'ornementation exubérante de la tour septentrionale.

La tour Sud
Érigée entre le XIIIe siècle et le XVIIe siècle, la tour méridionale compte en tout quatre étages, rez-de-chaussée compris, pour une hauteur totale de 52 mètres. Son analyse architecturale reste difficile, aucun des niveaux extérieurs de décoration ne coïncidant avec ceux des murs gouttereaux de la nef, et encore moins avec la distribution intérieure des étages. Les quatre faces de la tour présentent par ailleurs des degrés d'ornementation différents, et des travaux de consolidation menés à partir de 1676 ont sensiblement abâtardi l'ouvrage. Les deux premiers niveaux sont cependant contemporains de la section centrale de la façade occidentale. Ils datent du XIIIe siècle. 
Le rez-de-chaussée, nu, est seulement animé par un ensemble disparates de contreforts. Le premier étage ouest présente à sa base deux petites fenêtres ogivales logées dans deux grands arcs en tiers-point, tandis qu'au sud, on trouve à mi-hauteur deux arcades géminées séparées par un contrefort. L'étage supérieur, du XVe siècle, n'arbore de décor que sur sa face sud, deux baies fortement ébrasées trouvant à se loger dans un réseau de quatre arcs ogivaux. Le dernier étage, plus homogène, contient le beffroi où trouvent place les trois grosses cloches de la cathédrale, bénites en 1849 : Samson, Anne et Magloire. Il est orné d'une haute arcature en anse de panier, les deux arcs centraux étant percés de baies coupées en leur milieu par une traverse. Orné de trois gargouilles très simples sur chaque face, cet étage est couronné par une balustrade flamboyante et coiffé d'un toit à quatre pans. Datant du XVIe siècle, il a été agrémenté d'une lanterne sommant la tourelle d'escalier située à l'angle sud-est de la tour. Cet édicule, œuvre de l'architecte Pierre Corbineau, a été érigé en 1663 ; il renferme trois autres cloches égrenant les quarts d'heure.

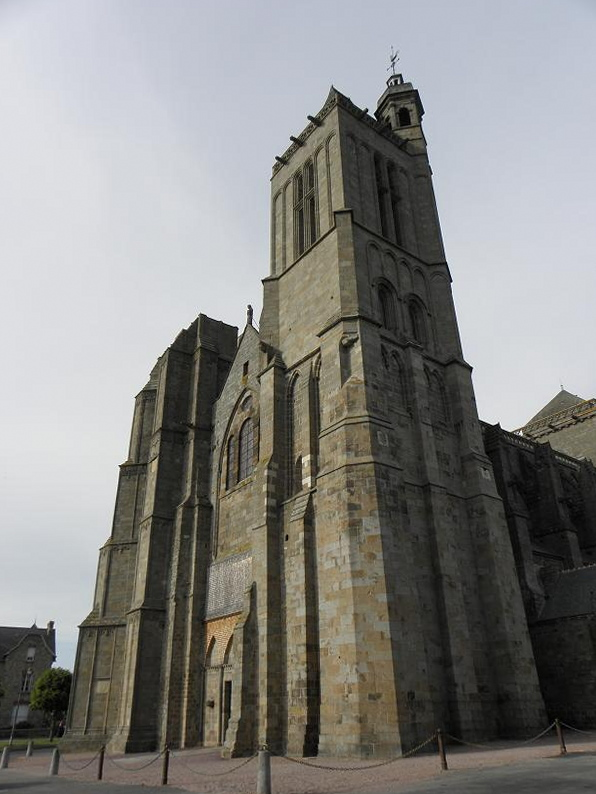
La tour méridionale et ses faces diversement ornées.
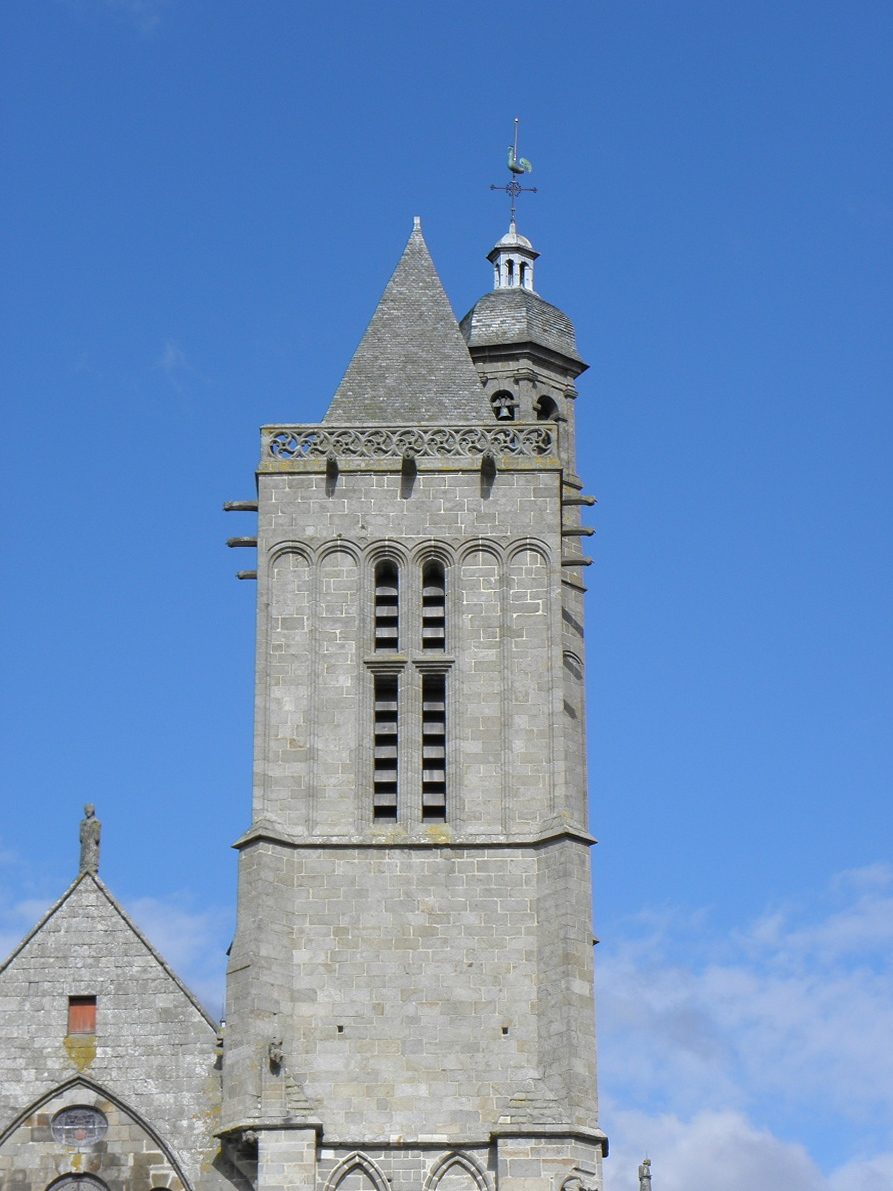
L'étage du beffroi et la lanterne érigée par Pierre Corbineau.
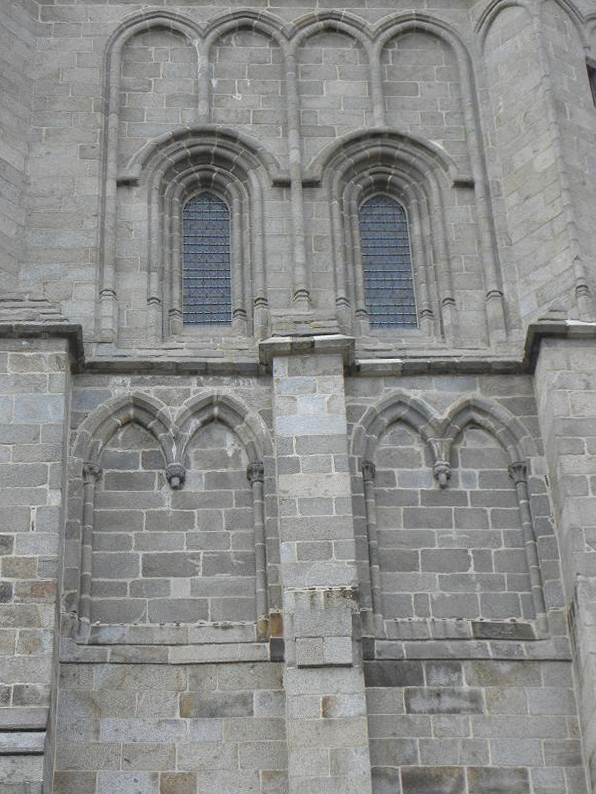
Jeu d'arcatures des premier et second étages (face sud).

### La façade méridionale

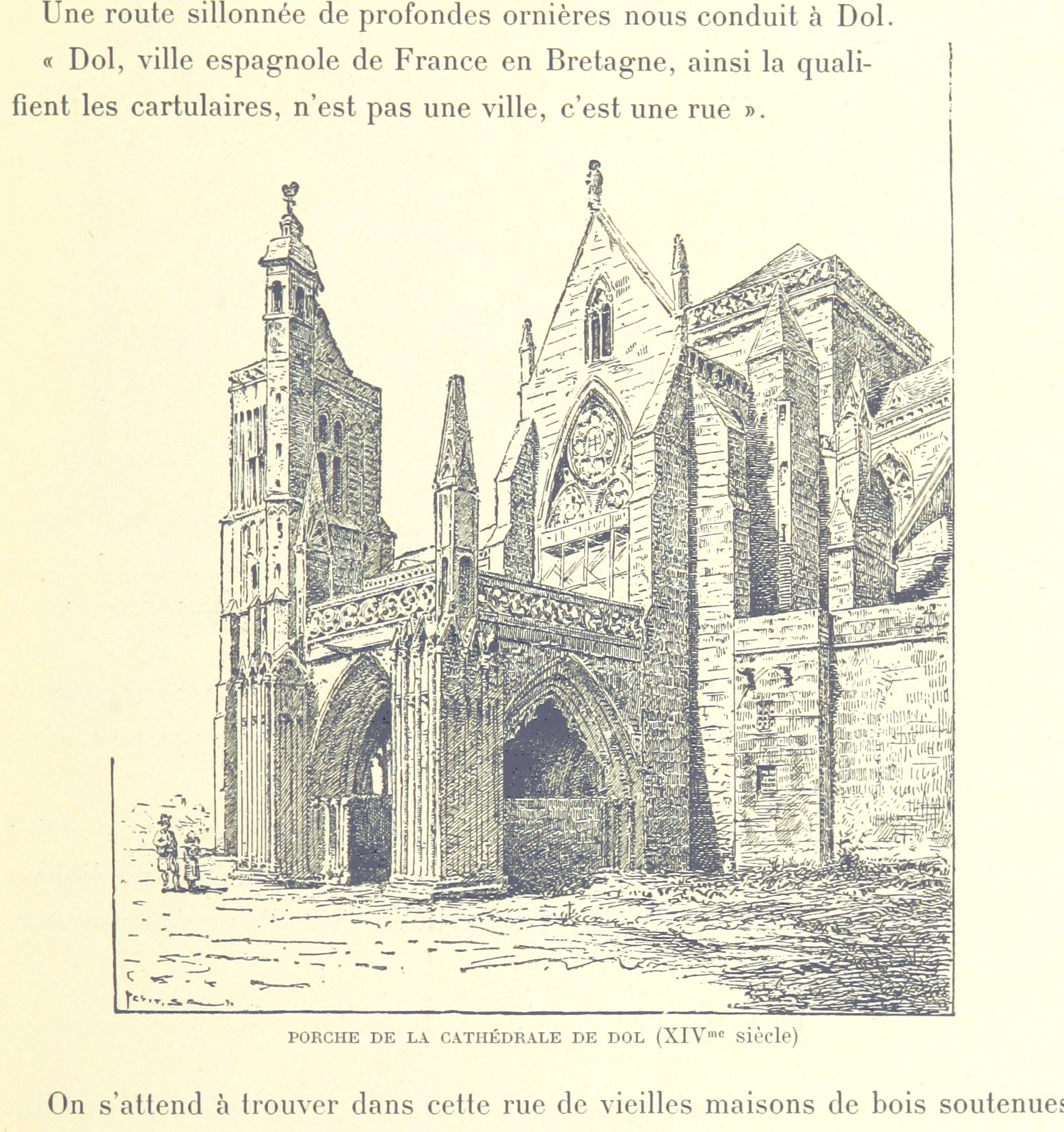
Le porche Sud, à la fin du XIXe siècle.

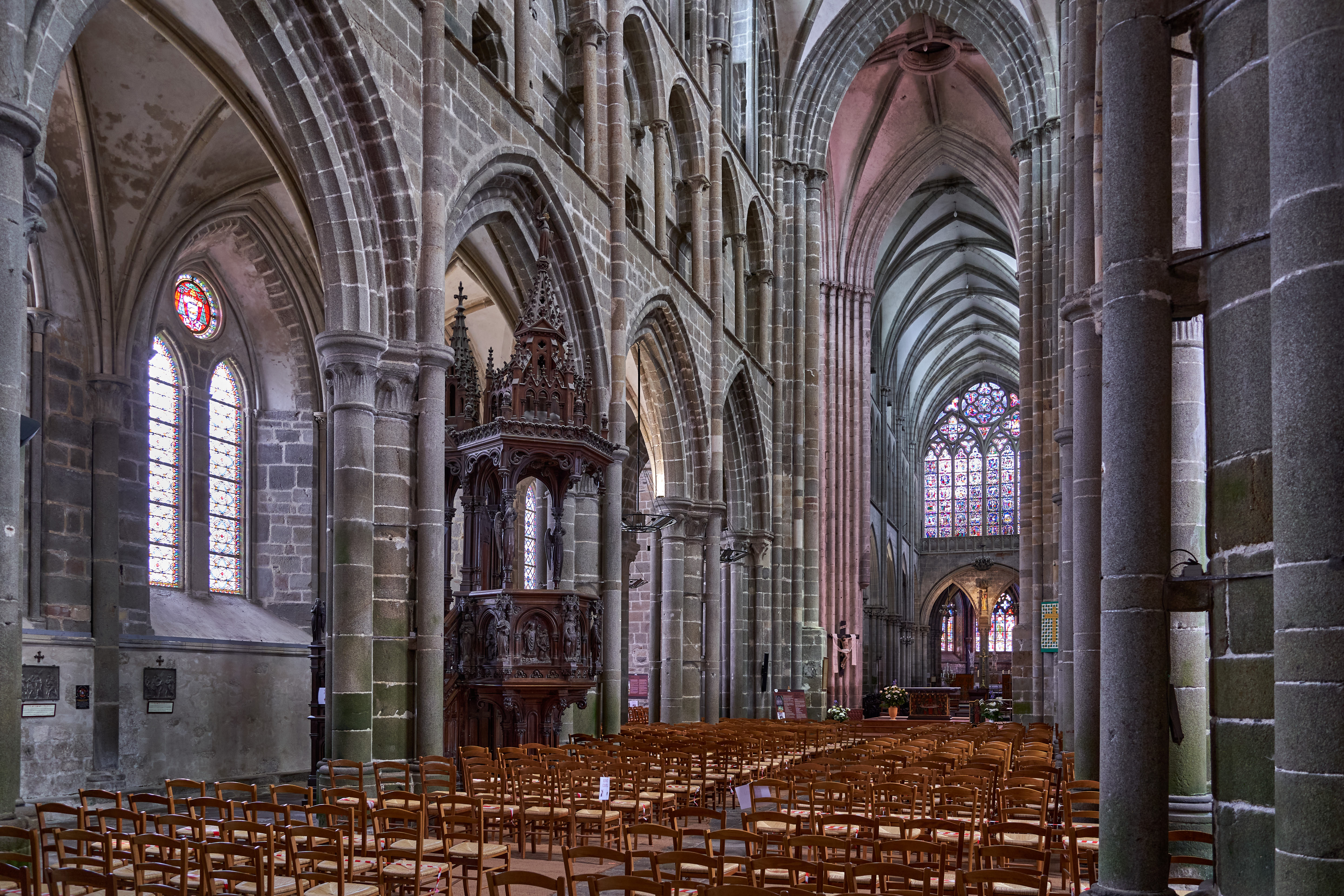
La nef de la cathédrale Saint-Samson à Dol-de-Bretagne.

D'ouest en est s'offrent à nos yeux la tour méridionale, les six travées du collatéral sud en avant du mur gouttereau de la grand-nef (la seconde travée étant masquée par le petit porche et les deux dernières par la salle capitulaire), le croisillon sud précédé du grand porche, les six chapelles bordant le collatéral droit du chœur (la première étant l'ancienne trésorerie), la grande sacristie dissimulant partiellement la chapelle absidale.
Le flanc sud de la nef et ses annexes (petit porche et salle capitulaire)
Le « petit porche » ou « porte de l'Évêque », au fronton triangulaire, s'ouvre sur deux arcades ogivales reposant sur des colonnettes, dont celle du milieu est octogone, chargée de cœurs (Étienne Cœuret, évêque). À l'intérieur, il est décoré d'arcatures ogivales, de rosaces et de feuillages sculptés dans la pierre blanche. Les armes de l'évêque Cœuret sont à la voûte. Il date du XIIIe siècle et a été modifié au XVe siècle.
Le grand porche et le transept sud

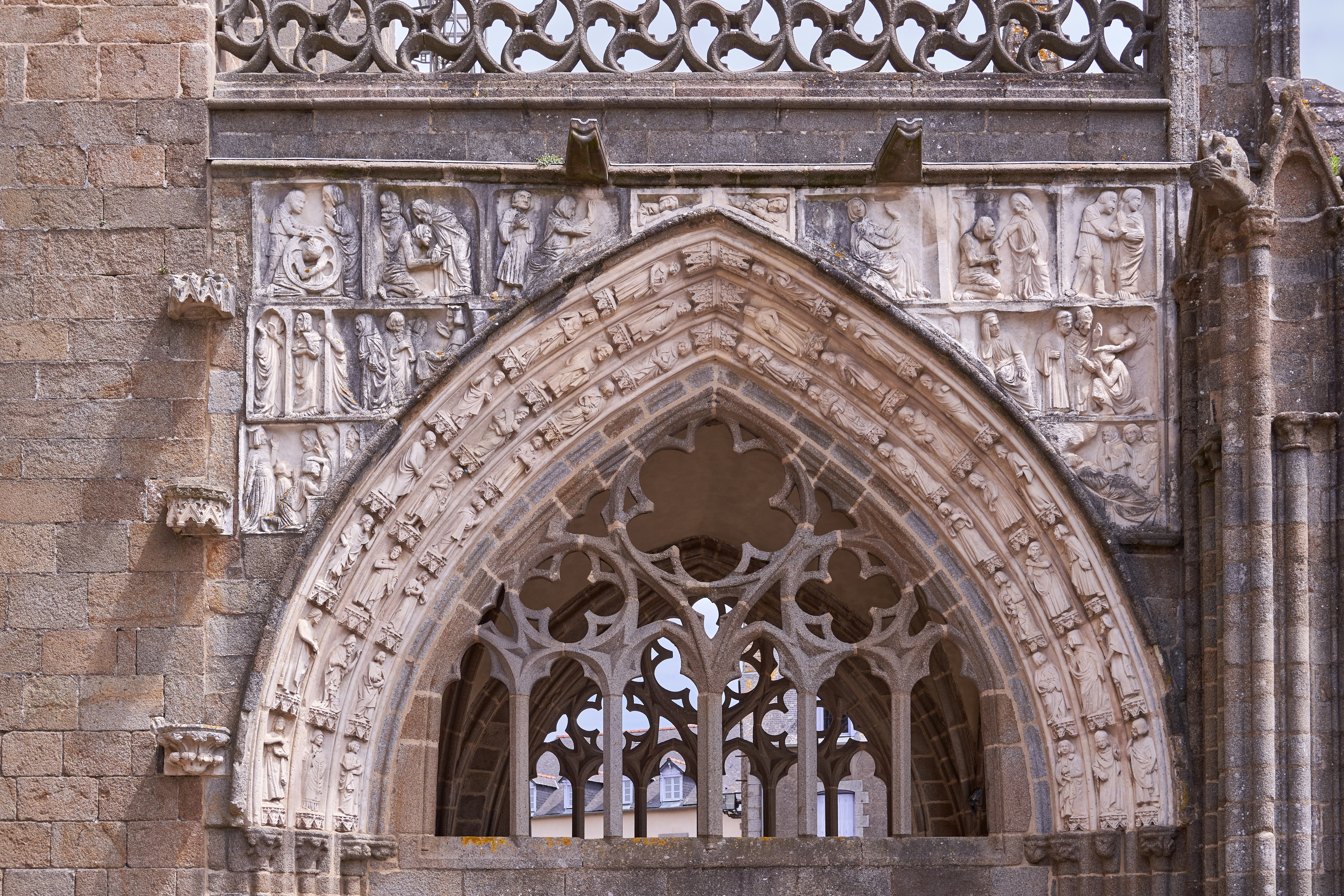
Grand porche, côté ouest.

Le « grand porche », date du XIVe siècle. Au XVe siècle, c'est l'évêque Cœuret qui fit lancer la voûte sur croisée d'ogives dont la clef porte les armes. Deux très belles portes tréflées permettent l'accès à l'édifice. Les vantaux de bois sont du XIVe siècle. Sur les trois faces extérieures du porche, les écoinçons sont sculptés de belles scènes du Nouveau Testament, sous forme d'une sorte de métopes (petits tableaux rectangulaires). Les archivoltes de la façade ouest du porche sont en outre garnies de statuettes.
Le flanc sud du chœur et ses annexes (trésorerie, puits et grande sacristie)

### La façade septentrionale
Elle est austère et impressionnante. Les chapelles latérales du chœur sont surmontées d'un parapet crénelé muni d'archères ; on voit dans l'angle du croisillon une meurtrière.
Au-dessus de la croisée du transept s'élève une courte tour carrée, selon le modèle du gothique normand, coiffée d'un toit pyramidal, construite au XIVe siècle.

## Éléments architecturaux intérieurs

### La nef et ses collatéraux

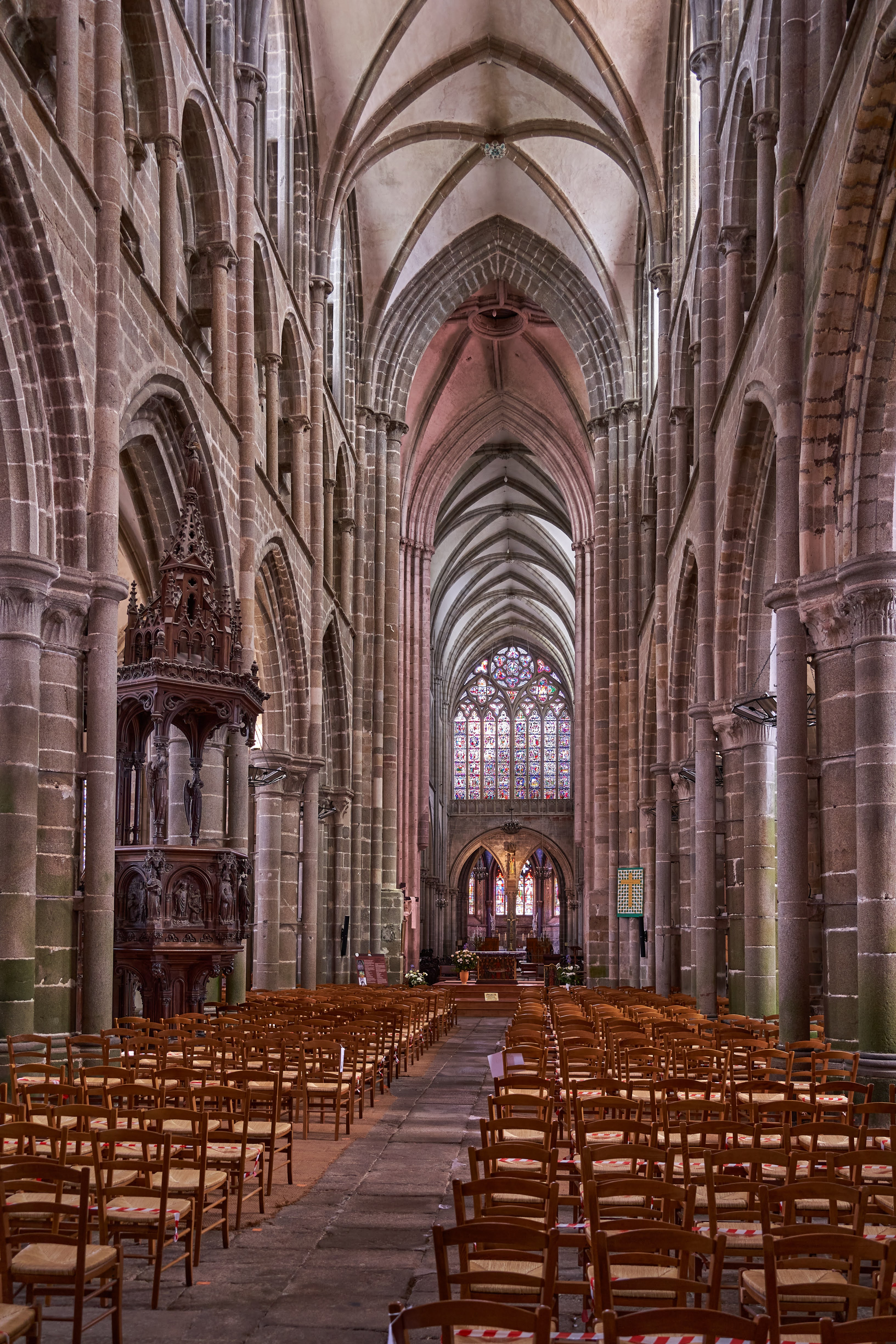
La nef de la cathédrale Saint-Samson.

L'intérieur se compose d'une nef, de 39,3 mètres de long et de 17,1 mètres de large, avec collatéral nord et sud. Elle est formée de sept travées à trois étages : grandes arcades, triforium et fenêtres hautes (clérestory). Comme dans d'autres cathédrales des styles roman et gothique normand, une galerie de circulation est aménagée au niveau des fenêtres hautes, à leur base.
La hauteur s'élève à 20,2 mètres sous voûte dans la nef (20,5 mètres dans le chœur). Les croisillons du transept ont tous deux une longueur de 9,9 mètres.
Les piliers sont formés d'un fût principal, reste probable de l'ancien édifice et de quatre colonnes secondaires qui ont servi à consolider les arcades en y ajoutant de nouveaux arceaux. Les voûtes sur croisées d'ogives ont toutes leurs clefs ornées de feuillage.
Dans le collatéral sud, les deux dernières travées ouvrent sur la salle capitulaire aujourd'hui transformée en chapelle de semaine et datant du XIVe siècle. Elle est dédiée au Saint-Sacrement, ainsi qu'à saint Magloire. Elle fut restaurée en 1966.

### Le transept
Le transept septentrional de la cathédrale abrite le tombeau de l'évêque Thomas James, œuvre des frères Juste, première manifestation du style renaissance en Bretagne. Jacques Hylae a publié Le tombeau de Thomas James, Considérations historiques & Alchimiques - Cathédrale Saint-Samson de Dol-de-Bretagne, éditions Philomène Alchimie, 2022, 144 pages - avec Illustrations.

### Le chœur et son pourtour
Le vaste chœur à chevet droit est long de 27,6 mètres et large de 8,7. Il est entouré d'un déambulatoire rectangulaire sur lequel donnent dix chapelles latérales, elles aussi rectangulaires. Ce plan, tout à fait exceptionnel en France, dénote une influence anglaise importante.
Le chœur à cinq travées se termine par un chevet plat. Les piliers recevant les grandes arcades sont constitués par un massif cantonné de dix colonnettes reliées par des gorges. Le chevet est ouvert sur le déambulatoire par deux arcades en tiers-point qu'encadre un plein cintre servant d'arc de décharge. La pile centrale est formée de quatre colonnettes. Au-dessus, dans une niche, une très jolie statue de la Vierge en bois polychrome de XIVe siècle.
Les chapelles

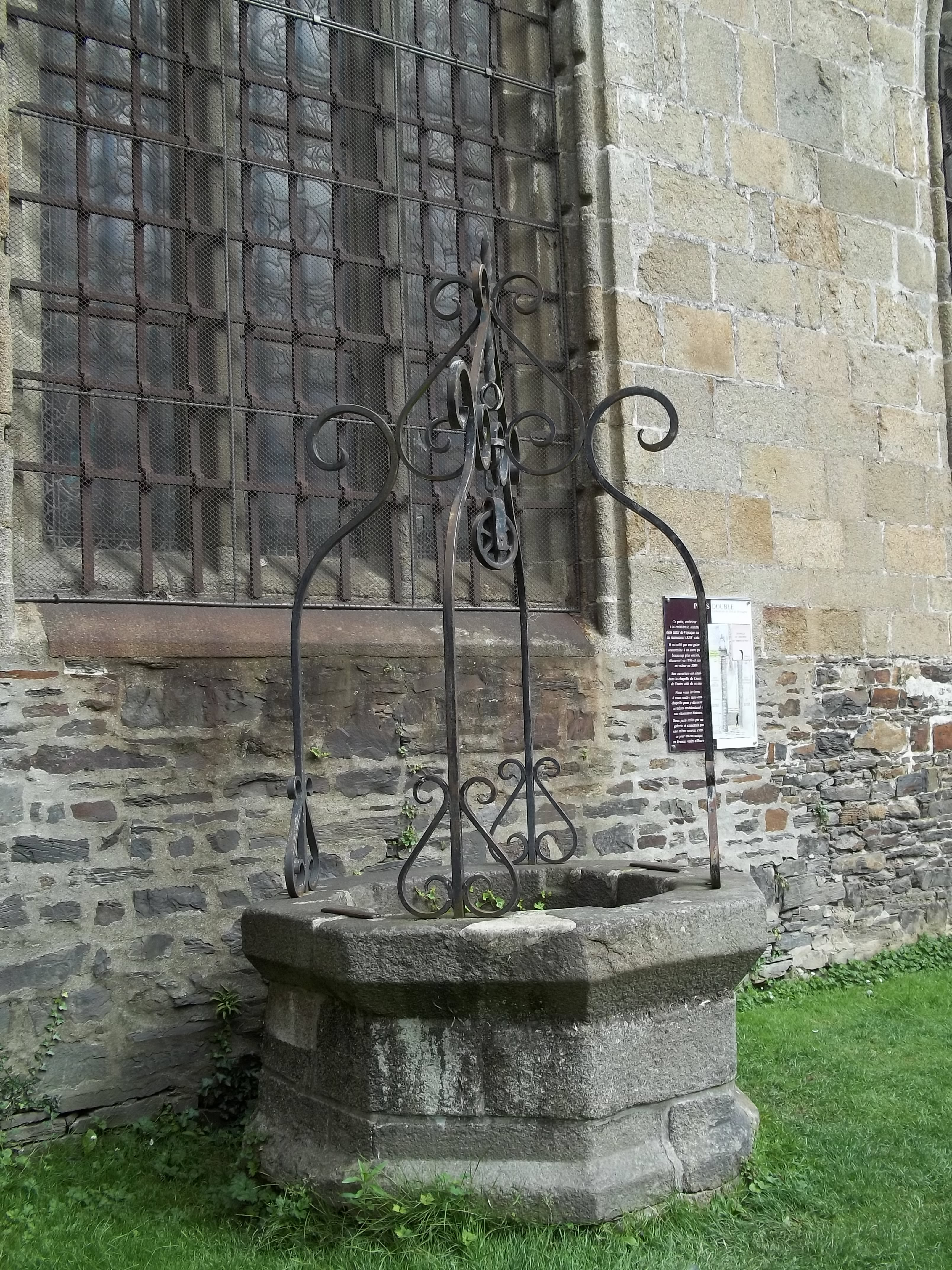
Puits double de la cathédrale : le puits extérieur.

Dans le déambulatoire nord, nous trouvons en remontant vers le chevet :
- la chapelle du Sacré-Cœur ;
- la chapelle saint Gilles et saint Roch ;
- la chapelle saint Gilduin et saint Méen ;
- la chapelle de la Sainte Vierge formée par les deux dernières travées. Elle renferme quelques restes de vitraux du XIVe siècle.

Vient ensuite la Chapelle absidale, flanquée au Sud de la Sacristie : elle est dédiée à saint Samson de Dol et date de la première moitié du XIVe siècle, sous l'épiscopat de Jean du Bosc (1312-1324). Ici sont enterrés de nombreux évêques. 
Dans le déambulatoire sud, nous trouvons en descendant vers la nef :
- la chapelle Saint-Joseph-et-Sainte-Thérèse. Elle renferme actuellement un beau confessionnal de bois sculpté et quelques restes de vitraux du XIVe siècle.
- la chapelle Saint-Michel.
- la chapelle Notre-Dame-de-la-Pitié.
- la chapelle du Crucifix, avec son vieux puits (rouvert en 2009) qu'une galerie souterraine relie au second puits à l'extérieur de la cathédrale. Les deux sont alimentés par la même source.
- la chapelle des Fonts baptismaux. Restaurée en 1967, elle était jadis la Trésorerie et elle fut coupée en deux étages. Son accès se fait par un enfeu ou l'on voit clairement les restes[Quoi ?]. Elle renferme une cuve des XVe ou XVIe siècles.

## Les vitraux
La cathédrale de Dol compte parmi les rares édifices religieux bretons possédant encore des vitraux du XIIIe siècle. Complétés par quelques fragments des trois siècles suivants, ils constituent un ensemble exceptionnel pour la péninsule armoricaine où l'essentiel du vitrage classé date des temps modernes. Par ailleurs, une campagne importante de création, entreprise à partir de la seconde moitié du XIXe siècle, a doté l'édifice d'un corpus intéressant d'œuvres néogothiques se voulant archéologiques.

### Les verrières anciennes

#### La maîtresse-vitre du chevet

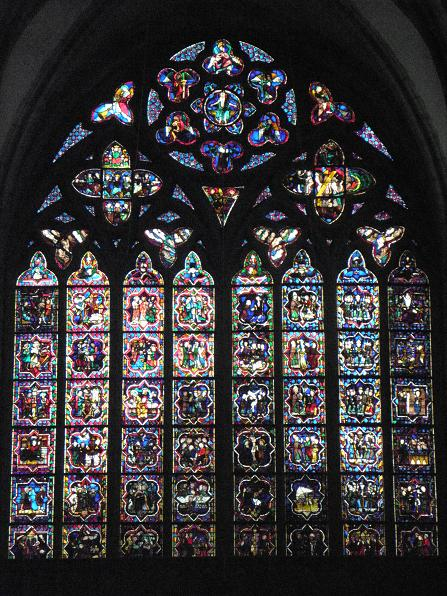
La maîtresse vitre du chœur, datant du XIIIe siècle et classée.

La maîtresse-vitre du chœur, datant des années 1280-1290, constitue le vitrail monumental le plus ancien de Bretagne encore conservé in-situ. Restaurée dès le début du XVIe siècle, cette œuvre l'a été de nouveau en 1870. À cette occasion, quelques-uns de ses médaillons furent restitués par le peintre-verrier Eugène-Stanislas Oudinot. En 1942, la verrière fut mise à l'abri des bombardements à Fougères-sur-Bièvre (Eure-et-Loir). Elle ne revint à Dol qu'en 1951, après une restauration aux soins du maître-verrier Jean-Jacques Gruber par l'architecte en chef des Monuments historiques Raymond Cornon. Une ultime restauration, conduite de 1982 à 1986 par Hubert de Sainte-Marie, de Quintin, lui a rendu tout son lustre.
La maîtresse-vitre est composée de huit lancettes groupées deux à deux sous un trilobe et des écoinçons ajourés, deux arcades percées d'un quadrilobe structurant la composition de part et d'autre du meneau central. Au tympan, une rose hexalobée, sertie de six trilobes et autant d'écoinçons, prend appui sur ces arcades, déterminant deux trilobes sommitaux et un écoinçon médian, entre les deux quadrilobes. L’œuvre mesure 9,50 m de haut pour 6,50 m de large. D'un dessin savant, cette verrière de style rayonnant raconte en quarante huit médaillons la vie de saints dont la cathédrale s'enorgueillissait de posséder les reliques (ceinture de sainte Marguerite, morceaux du chêne de Mambré, restes de saint Samson, dents de sainte Catherine).
En partant de la gauche et de bas en haut, voici les scènes par lancette :
1. Histoire de sainte Marguerite d'Antioche
2. Histoire d'Abraham
3. Scène de l'enfance du Christ
4. La Passion
5. La Passion
6. Histoire de saint Samson de Dol
7. Intronisations des six premiers archevêques de Dol, entourés de leurs suffragants (évêques de Léon, Tréguier, Quimper, Vannes, Aleth et Saint-Brieuc). De bas en haut sont figurés saints Samson, Magloire, Budoc, Leucher, Thuriau et Genévé, chacun étant mitré, nimbé, revêtu du pallium et portant la croix archiépiscopale.
8. Histoire de sainte Catherine d'Alexandrie

Le tympan représente le Jugement dernier. La rose figure le Christ entouré d'une Vierge d'intercession et de cinq anges portant les instruments de la Passion. De part et d'autre, les trilobes sont occupés par deux anges sonnant de la trompe. Le quatre-feuilles à droite évoque la descente du Christ aux enfers tandis que celui de gauche présente des élus couronnés accompagnés de la Vierge Marie. Au-dessous, les morts sortent de leurs tombeaux, le regard fixé sur le Souverain Juge.

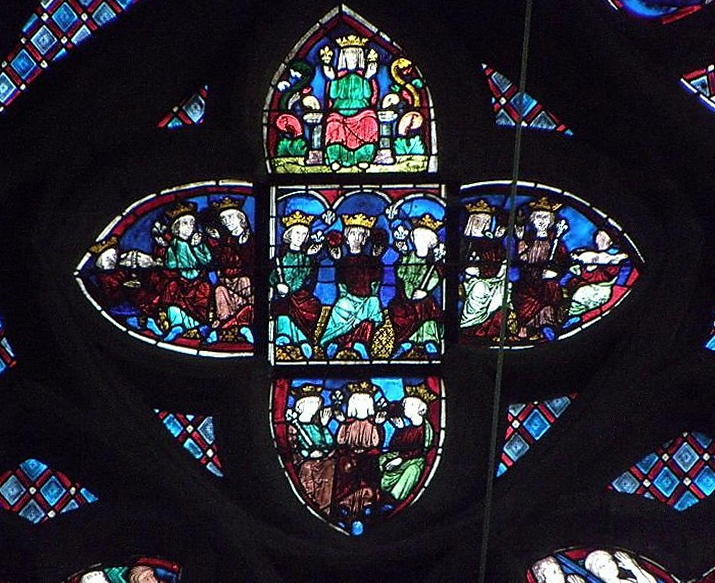
La Vierge et les élus couronnés du Paradis.
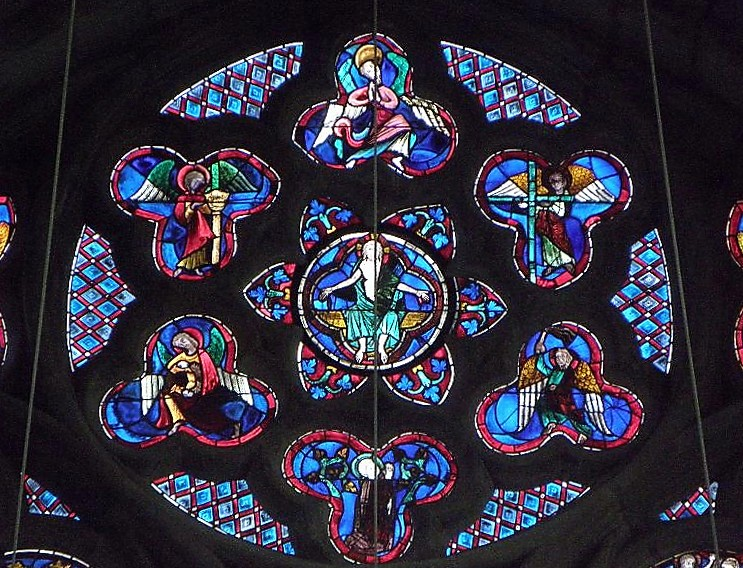
Le Christ-Juge siégeant avec la Vierge parmi les anges portant les instruments de la passion.
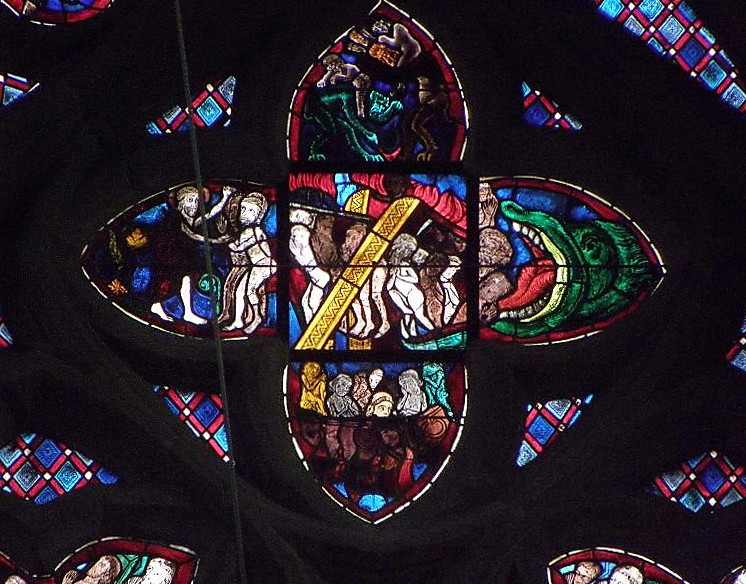
Le Christ tirant les justes de l'Enfer.

#### Les fenêtres hautes du chœur et du transept
La plupart des fenêtres hautes du chœur et des transepts restent partiellement garnies de simples grisailles exécutées vers 1290 et complétées en 1890-1891. Par ailleurs, les lancettes centrales des baies 211 et 212 des parois est des croisillons nord et sud conservent les figures en pied de quatre évêques (baies 211 et 212). Réalisés vers 1265-1270 et restaurés en 1890 par les maîtres-verriers Jacquier et Küchelbecker, ce sont les plus anciens vitraux de la cathédrale. Ces réalisations ont été agrémentées aux XIXe siècle des écus des évêques Jean de Lizaunet et Jean Mahé, au nord, et des armes de Thibaud de Pouancé et Jean du Bosc, au sud.

#### Les tympans des fenêtres des chapelles
Quelques fenêtres des chapelles du chœur conservent également des fragments de vitraux dans leur tympans:
- Christ en gloire accompagné du tétramorphe (XIVe siècle), dans la chapelle de la Vierge[25],
- Christ en gloire, tétramorphe et anges musiciens (vers 1420), dans la chapelle Saint-Joseph[26],
- Jugement dernier de la fin du XIIIe siècle, dans la chapelle du Crucifix[27].

En outre, le tympan de la dernière fenêtre du bas-nord de la nef figure un ange portant les armes de Bretagne (milieu du XVe siècle).

### Les réalisations duXIXesiècle

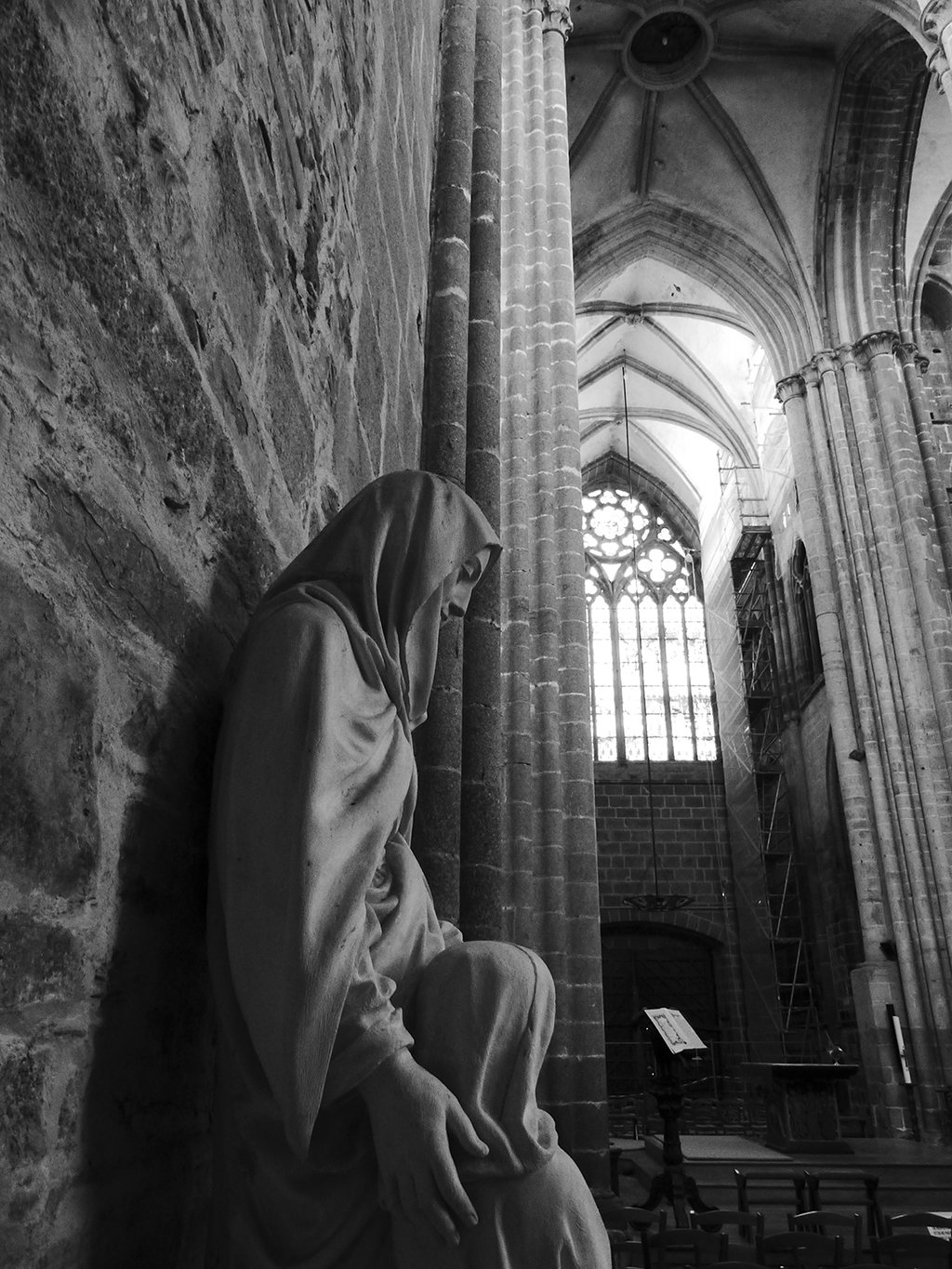
Sainte Anne et Marie, transept nord de la cathédrale.

Les œuvres réalisées à compter de la seconde moitié du XIXe siècle entendent célébrer la vertu des saints locaux ou témoigner des dévotions contemporaines. Elles cherchent également à magnifier le passé métropolitain du siège de Dol dont l'archevêché de Rennes se pose comme l'héritier.
- La chapelle absidale présente un programme du maître-verrier nantais René Échappé réparti sur trois fenêtres et représentant dix prélats du siège de Dol[29]. Datant de 1859, la composition figure Godefroy Brossay-Saint-Marc en donateur ainsi que ses armes entourées du pallium. Il s'agit d'une œuvre visant à inscrire dans la lignée du siège métropolitain Dolois le nouvel archevêché de Rennes érigé le 3 janvier 1859 par la bulle Ubi premium placuerit[30].

Chaque baie présente des personnages en pieds reposant sur des cartouches relatant un élément déterminant de leur épiscopat.
- Baie 1 : au registre inférieur : Gilduin refuse l'épiscopat et désigne saint Éven au pape pour le remplacer, saint Leucher éteint un incendie dans sa cathédrale par la vertu de la croix et de la crosse de saint Samson de Dol, saint Thuriau pardonnant à Rivallon ses exactions contre un monastère dans la dépendance de Dol ; au registre supérieur : saint Éven, saint Leucher, saint Thuriau.
- Baie 0 : au registre inférieur : Mgr Brossay-Saint-Marc, donateur de la verrière, est présenté par son saint patron à saint Samson de Dol, Samson édifiant sa cathédrale, le comte de Jersey donne à saint Magloire une partie de son territoire pour fonder un monastère, armes archiépiscopales de Mgr Brossay-Saint-Marc ; au Registre supérieur : saint Budoc, saint Magloire, saint Samson et saint Génevé.
- Baie 2 : au registre inférieur : Mgr Revol bénissant la mer, Mgr Thoreau et son frère faisant le bien auprès des Dolois, Mgr de Hercé fusillé à Vannes ; au registre supérieur : Mgr Revol, Mgr Thoreau, Mgr de Hercé.
- Le transept sud est orné d'une maîtresse-vitre relatant l'histoire de saint Magloire, successeur de saint Samson sur le trône épiscopal de Dol. Réalisée en 1884 par l'atelier Jacquier et Küchelbecker du Mans, elle présente huit tableaux répartis en deux registres dans les huit lancettes de la fenêtre (9,50 × 6,50 m)[34]. Au registre inférieur, Magloire quitte le monde, il est désigné par Samson pour son successeur, il prêche les Dolois devant le Mont-Dol, sur injonction d'un ange il abdique en faveur de saint Budoc (au loin le menhir du champ dolent). Au registre supérieur, Magloire est découvert dans sa solitude près du Mont-Dol, il guérit le riche breton Loïescon, il reçoit de ce dernier la moitié de l'île de Sercq et y fonde un monastère, il ressuscite un pêcheur noyé en mer. Au tympan: communion de saint Magloire entouré d'anges.
- Le même atelier livre en 1887 une vie de sainte Anne pour la verrière monumentale du transept nord (9,50 × 6,50 m)[34]. On trouve au premier registre le mariage d'Anne et Joachim, le grand-prêtre rejetant Joachim et son sacrifice, l'annonce de la naissance de la Vierge à sainte Anne, la rencontre de la porte dorée. Le second registre est composé de la naissance de la Vierge (Nativité de Marie), éducation de la Vierge, présentation de la Vierge au Temple, mort de sainte Anne. Le tympan est orné de deux quadrilobes et d'une rosace figurant l'apparition de sainte Anne à Yves Nicolazic, le pèlerinage des bretons à Sainte-Anne-d'Auray, la gloire de sainte Anne au milieu des anges.

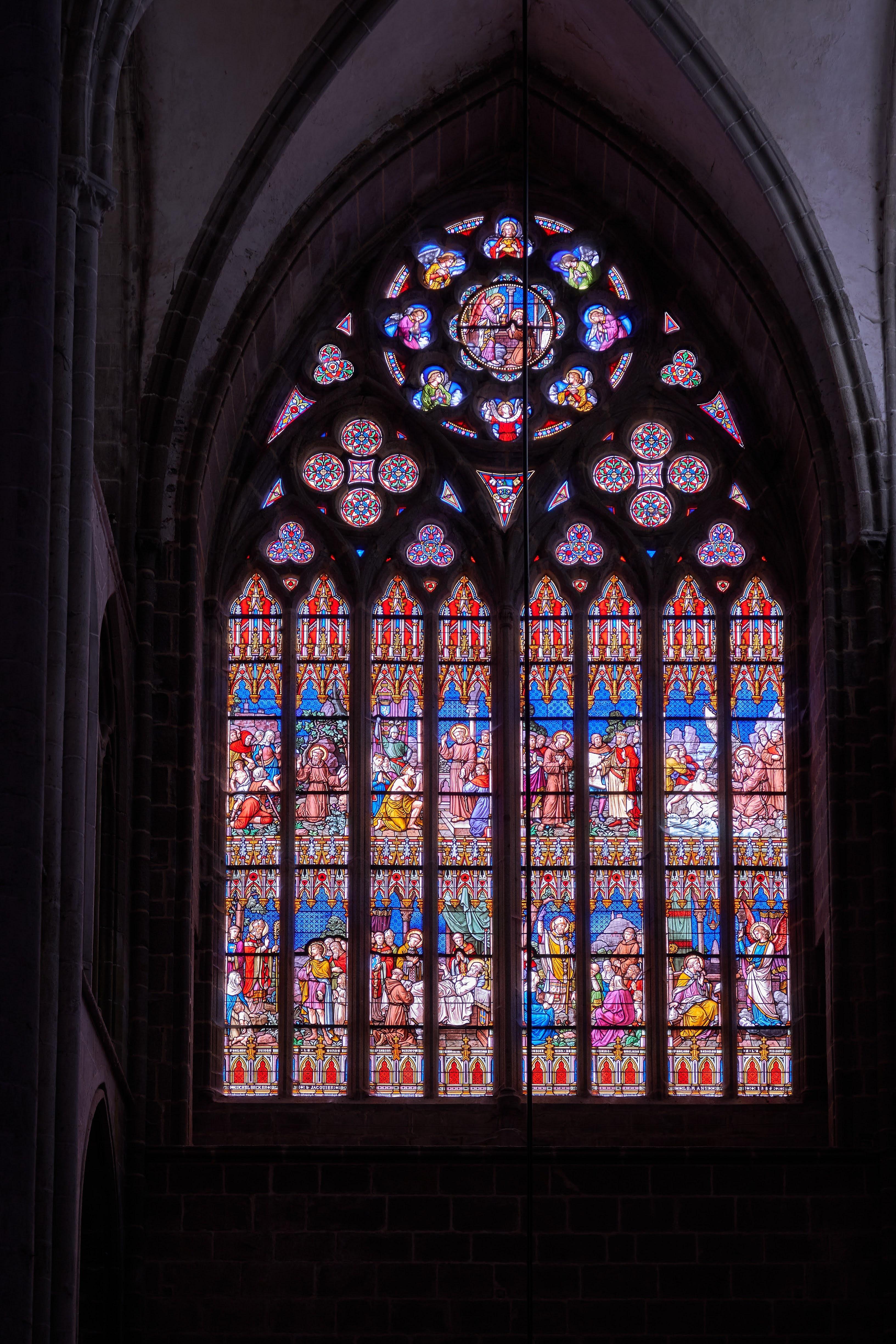
Maîtresse-vitre du transept sud narrant la vie de saint Magloire.
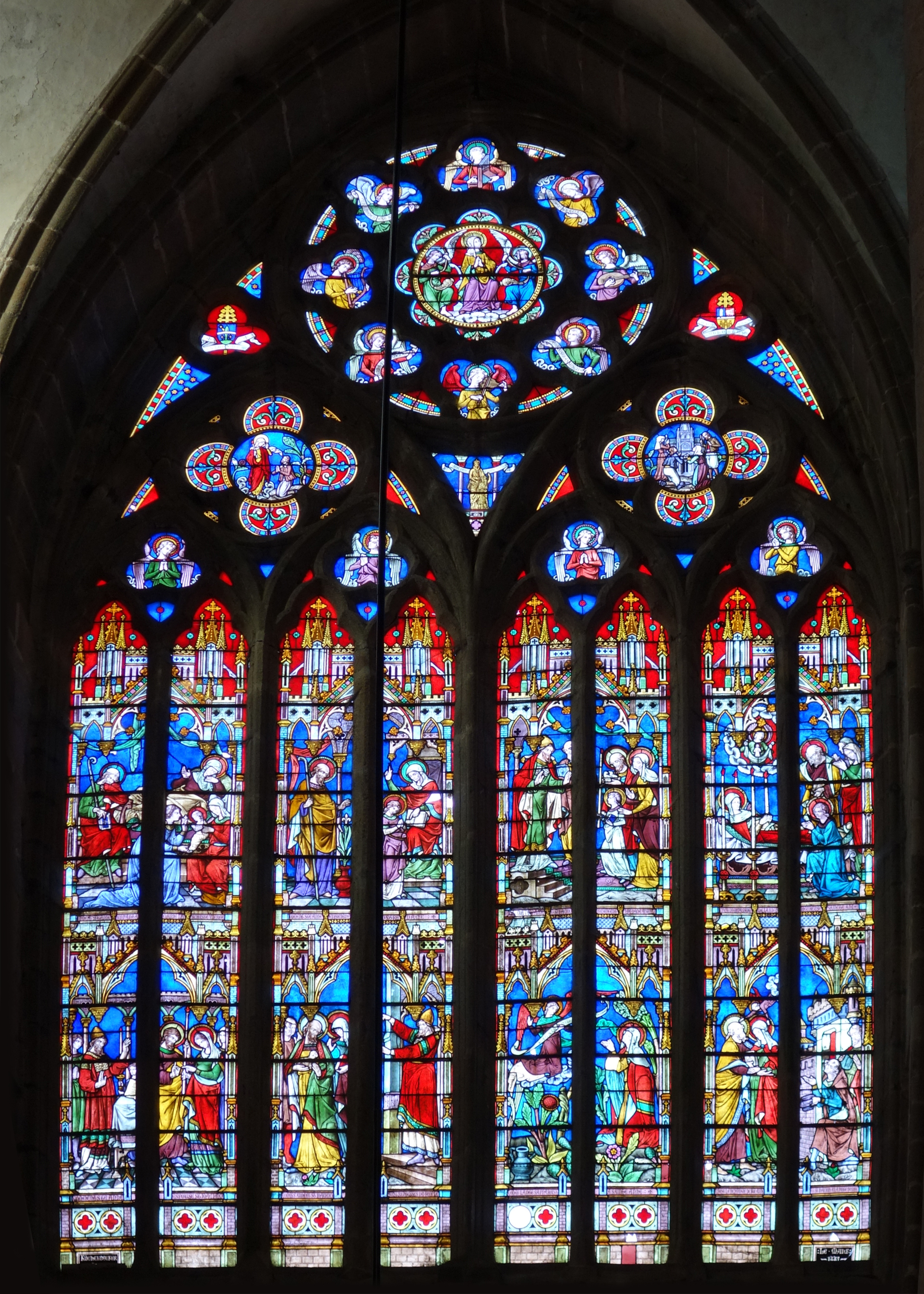
Maîtresse-vitre du transept nord relatant la vie de sainte Anne.

- Deux verrières archéologiques de Didron ornent la chapelle de la Vierge tandis que les armes des prélats les plus significatifs de l'histoire doloise sont figurées dans les oculi des fenêtres des collatéraux de la nef. Les armoiries des cardinaux-archevêques de Rennes Saint-Marc (oculus de la façade occidentale) et Place (chapelle de la Vierge) perpétuent cette glorification de l'histoire religieuse locale.

## Le mobilier

### L'espace canonial

#### Les stalles et la cathèdre
De part et d'autre du chœur sont réparties 77 stalles, sur deux rangs, retours compris. Sculpté dans le chêne, cet ensemble, classé, date du XIVe siècle et présente la particularité d'être tant le plus ancien que le plus important conservé en Bretagne. Ces stalles sont dépourvues de dosserets et de dais. Le décor est concentré sur les appui-mains, miséricordes et jouées étant simplement ornées d'arcatures, rinceaux et autres motifs feuillagés.
Également classé, un siège épiscopal leur a été adjoint au XVIe siècle. Réalisé pour François de Laval, il porte les armes de ce prélat. Une crosse en bois sculpté et doré le surmonte de nos jours. Elle soutenait autrefois une pyxide placée en arrière du Maître-Autel du XVIIIe siècle, œuvre du sculpteur rouennais Tarlé, disparue depuis.

#### Les maîtres-autels successifs
En 1410, l'évêque Étienne Cœuret fit don d'un maître-autel abrité sous un ciborium que portaient des colonnes de métal surmontées d'anges adorateurs ou portant les instruments de la Passion. Un artiste de Rennes, nommé Pierre Picart, se vit confié ce travail marqué des armes du prélat. Une grande châsse renfermant les reliques de saint Samson voisinait cet autel au-dessus duquel se dressait une crosse à laquelle était suspendu un ciboire faisant office de réserve eucharistique.
En 1744, cet autel du Moyen Âge se vit substituer une réalisation aux goût du jour, œuvre de marbriers lavalois. Cet nouvel autel combinait un tabernacle à la romaine et une crosse épiscopale en bois évoquant l'ancienne suspension eucharistique. Ne subsiste aujourd'hui que la crosse, réemployée au-dessus de la stalle épiscopale.
En 1877, la maison Poussielgue-Rusand livra le maître-autel situé au fond du chœur, ainsi que la croix d'autel, les 6 chandeliers et les 2 porte-lumières. Le chanoine Brune donna le dessin de ce travail en marbre blanc et onyx, enrichi de bronzes dorés et autres émaux. Il n'est plus utilisé depuis le concile Vatican II. Depuis plusieurs années un dangereux affaissement du maître-autel a été constaté, sans que l'on en connaisse véritablement les raisons. Pour éviter toute aggravation du problème, un démontage complet du maître-autel a été décidé et effectué en l'année 2020. L'ensemble a été stocké dans l'attente d'une future restauration (dont le montant pourrait s'élever à plusieurs dizaines de milliers d'euros). Ne subsiste actuellement que les marches du maître-autel.
Un maître-autel moderne accompagné d'un ambon ont été installés à la croisée du transept depuis 1980. Cette œuvre, de la main de Claude Gruer, en terre cuite réfractaire, a été sculptée en direct sans aucun moulage. De forme parallélépipédique, l'autel présente sur ses faces principales la Cène (côté fidèles) et une déploration sur le corps du crucifié (côté chœur), sur ses faces secondaires saint Samson traversant la Manche et saint Magloire pacifiant des soldats anglais.

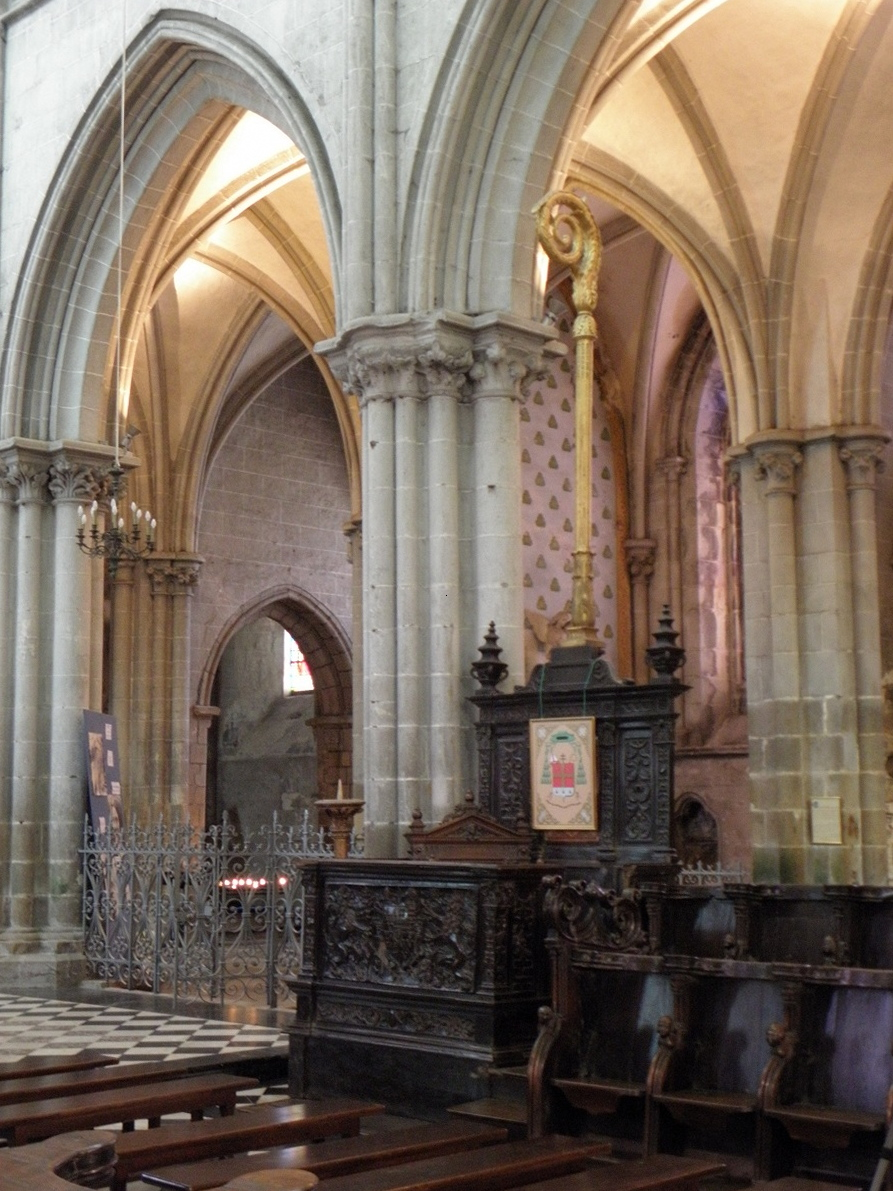
Cathèdre et stalles de la cathédrale Saint-Samson.
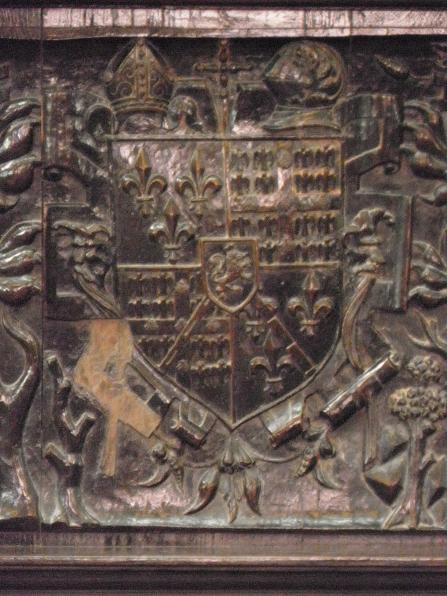
Les armes de Mgr de Laval.
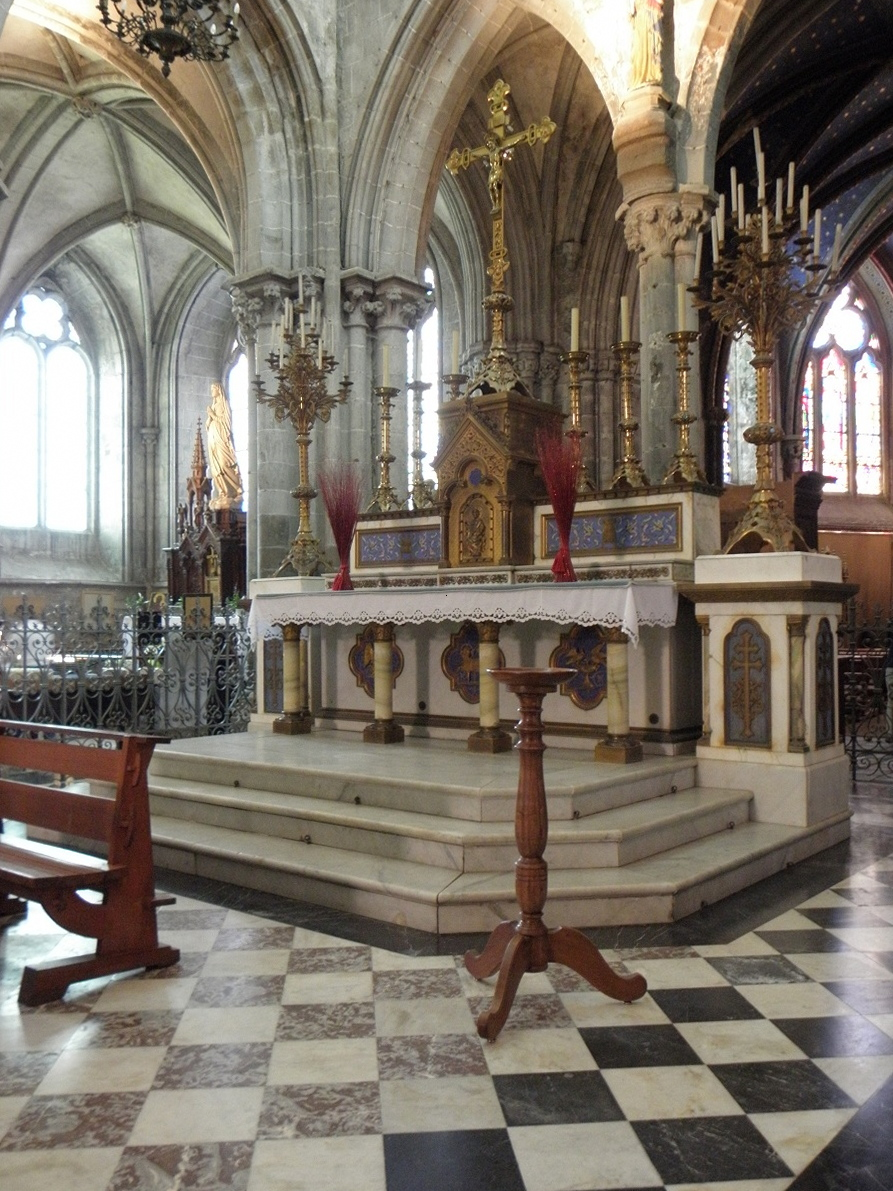
Le maître-autel exécuté par la maison Poussielgue-Rusand sur les plans du chanoine Brune.

### Les Tombeaux

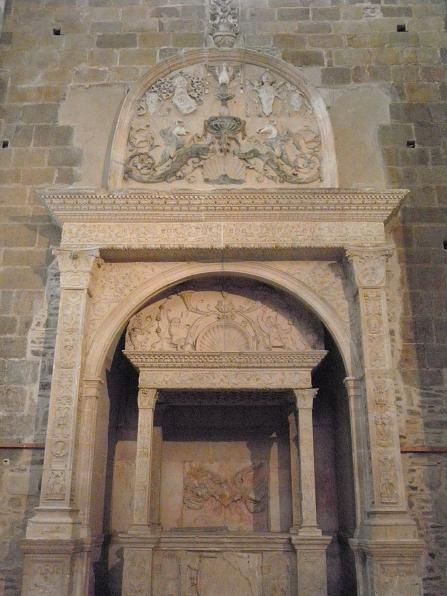
Le tombeau de Thomas James, dans le croisillon nord.

Les tombeaux des évêques disparurent à la Révolution. Seul subsiste, mutilé le tombeau de Thomas James, évêque de Dol de 1482 à 1504. Il est l'œuvre de Antoine Juste (1479-1519) & son frère Jean Juste (1485-1549), sculpteurs  de Florence. C'est le plus ancien monument de style Renaissance en Bretagne. Il est composé de pilastres aux fines et délicates sculptures représentant des candélabres, enfants, griffons, oiseaux, satyres… Deux médaillons sur les faces latérales, représentent les neveux de l'évêque Jean et François James.
(liste non exhaustive)
- Charles d'Espinay, fils de Guy III d'Espinay et de Louise de Goulaine, évêque de Dol, Chantre de Rennes, abbé de l'Saint-Gildas-des-Bois, prieur du prieuré Saint-Exupère de Gahard et du prieuré Notre-Dame de Bécherel, abbé commendataire de l'abbaye Notre-Dame du Tronchet, décédé le 12 septembre 1591.

### Les orgues

#### Les Grandes-Orgues

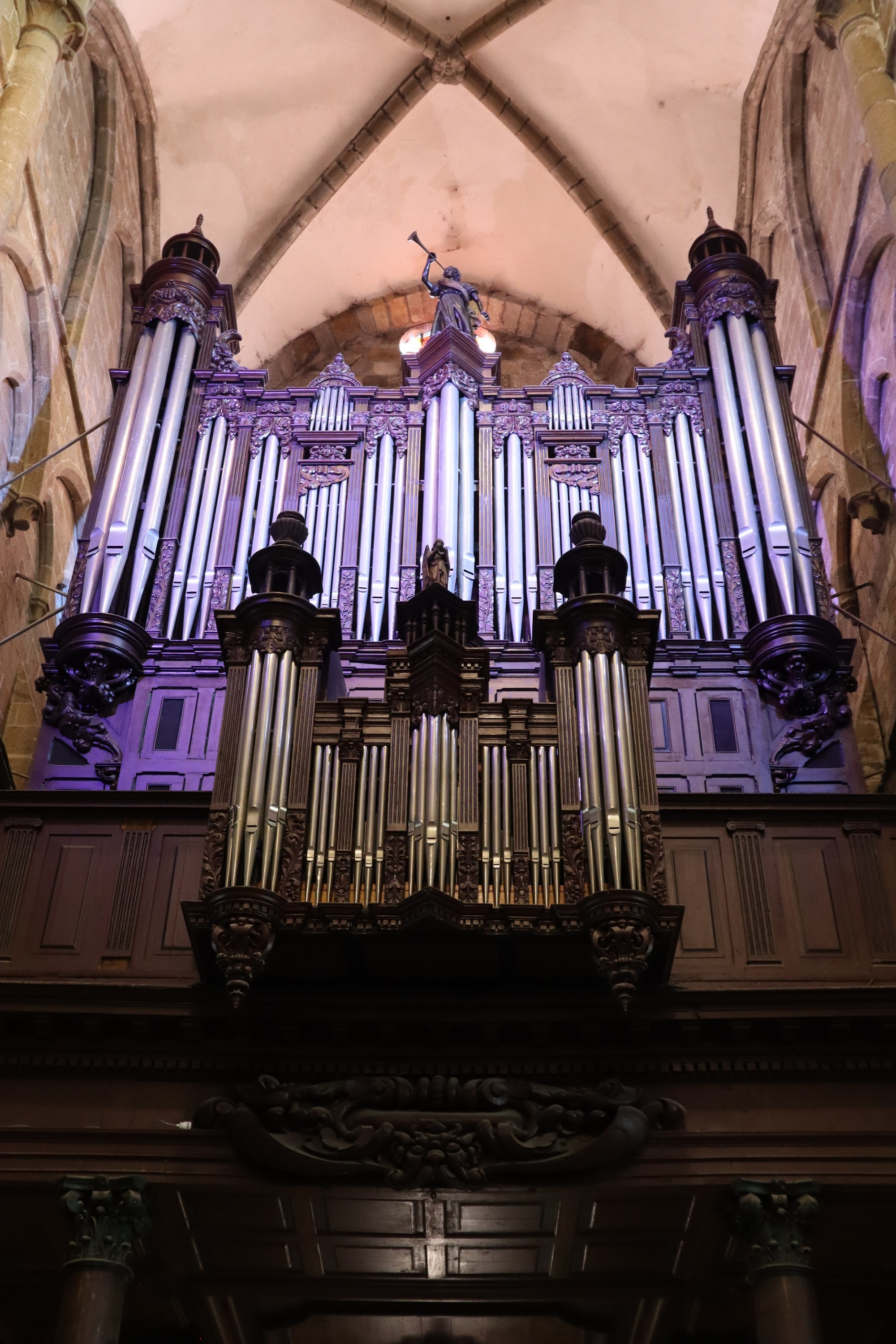
Les Grandes-Orgues de Saint-Samson de Dol-de-Bretagne.

Si l'on trouve mention de la présence d'un orgue déjà ancien en 1575 à la cathédrale, l'instrument actuel date des XVIIe, XIXe et XXe siècles. Le buffet (1651) est l'œuvre du sculpteur malouin Pierre Lourdel, sur les plans du facteur d'orgue Henri Vaignon, qui y installa un orgue entre 1650 et 1654. Posé sur une tribune dont le chanoine Brune livra le dessin, l'instrument, construit par Louis Debierre en 1877 dans une esthétique symphonique a été agrandi selon l'esthétique néo-classique par la maison Beuchet-Debierre en 1978 sous la supervision de Jean Langlais. L'instrument compte 42 jeux répartis sur trois claviers manuels de 56 notes et un pédalier de 30 notes. La traction est mécanique pour les notes (avec machine Barker au Grand orgue) et électrique pour les jeux. 
Ce buffet d'orgue, inscrit aux Monuments Historiques, figure comme l'un des trois seuls restant de la période de l'Ancien Régime dans le département d'Ille-et-Vilaine et le seul à être resté dans son lieu d'origine.  
Les grandes orgues ont été inaugurées le 19 avril 1979 par Jean Langlais, organiste de la basilique Sainte-Clotilde de Paris, natif de La Fontenelle, petit village proche de Dol-de-Bretagne. 
Un relevage de l'instrument a été effectué entre 2014 et 2015 par Guillaume Besnier (Manufacture Hedelin successeur) donnant lieu à un nouveau concert inaugural le 5 juillet 2015 par Pierre Pincemaille devant 700 personnes.
En 2021/2022, des travaux additionnels ont permis l'enrichissement du plan sonore du pédalier, de par l'adjonction de 4 nouveaux jeux, réalisant et extrapolant ainsi un souhait de Jean Langlais, resté sans suite 40 ans auparavant. L'instrument agrandi est inauguré par Thierry Escaich, le 20 juillet 2022. 
En 2025, des travaux portant sur la montre 8' du clavier de Grand-orgue et les flûtes du clavier Récit, ont été effectués par les facteurs d'orgue Bernard Dargassies et Gaël Coutellier.  
Cet orgue, un des plus grands instruments du département, figure comme l'un des plus beaux témoins de l'esthétique néo-classique en Ille-et-Vilaine.
L'instrument est mis en valeur chaque été, grâce au Festival La Clé des Orgues, organisés par les Amis des Orgues du Pays de Dol. 
Composition :
| I-Positif de dos (56 notes) |         |
| Bourdon                     | 8′      |
| Prestant                    | 4′      |
| Nazard                      | 2'23'   |
| Quarte                      | 2'      |
| Tierce                      | 1'35'   |
| Larigot                     | 1′13'   |
| Cymbale                     | 4 rangs |
| Trompette                   | 8'      |
| Cromorne                    | 8'      |

| I-Grand-Orgue (56 notes) |         |
| Bourdon                  | 16′     |
| Montre                   | 8'      |
| Flûte harmonique         | 8′      |
| Bourdon                  | 8'      |
| Prestant                 | 4'      |
| Flûte                    | 4'      |
| Doublette                | 2'      |
| Plein-Jeu                | 5 rangs |
| Sesquialtera             | 2 rangs |
| Bombarde                 | 16′     |
| Trompette                | 8'      |
| Clairon                  | 4'      |

| III-Récit expressif (56 notes) |         |
| Quintaton                      | 16′     |
| Flûte creuse                   | 8′      |
| Gambe                          | 8'      |
| Voix Céleste                   | 8′      |
| Flûte ouverte                  | 4'      |
| Flûte                          | 2′      |
| Plein-Jeu                      | 4 rangs |
| Trompette                      | 8′      |
| Basson-Hautbois                | 8′      |
| Voix humaine                   | 8'      |
| Clairon                        | 4'      |

| Pédale (30 notes) |  |               |
| Flûte             |  | 16′           |
| Soubasse          |  | 16'           |
| Flûte             |  | 8′            |
| Dolce             |  | 8' (ext.)     |
| Flûte             |  | 4′            |
| Quinte            |  | 10' 2/3       |
| Tierce            |  | 6' 2/5 (ext.) |
| Bombarde          |  | 16′           |
| Trompette         |  | 8′            |
| Clairon           |  | 4'            |

| \| Accessoires \| \| Tirasses I, II, III \| \| Copulas I/II, III/II, II/II en 16' \| \| Appels anches I, II, III, Pédale \| \| Tutti, Tremblant Récit, Renvoi général Combinateur ELTEC 8 x 999 combinaisons \| Pédale d'expression à bascule |
| Accessoires |
| Tirasses I, II, III |
| Copulas I/II, III/II, II/II en 16' |
| Appels anches I, II, III, Pédale |
| Tutti, Tremblant Récit, Renvoi général Combinateur ELTEC 8 x 999 combinaisons |

#### L'orgue de chœur

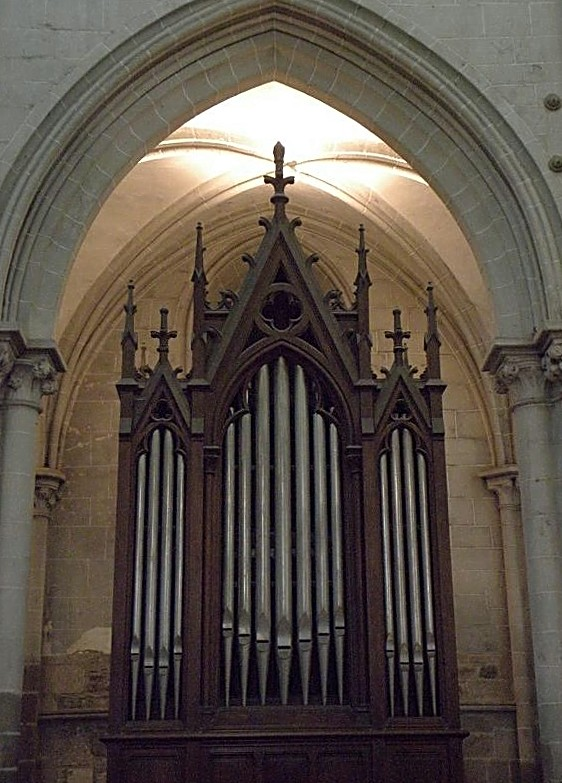
L'orgue de chœur de la cathédrale.

En 1872, la paroisse se dota d'un polyphone Debierre vite remplacé en 1895 par l'instrument actuel, qui est un des premiers orgues à traction électrique sorti des ateliers Debierre. Celui-ci est logé dans un buffet néo-gothique placé dans une des grandes arcades sud du chœur. Sa composition originelle a été légèrement modifiée en 1973 par Joseph Beuchet. L'instrument est entièrement expressif, il comporte un clavier manuel de 56 notes et un pédalier de 20 notes. Il est doté de 6 jeux, la pédale fonctionnant en tirasse permanente. La transmission est électro-pneumatique.
L'instrument surprend les auditeurs et les musiciens pas sa présence dans ce vaste édifice, malgré sa taille des plus restreinte. 
Composition :
| Grand-Orgue Ut1-Fa5 |                          |
| Bourdon             | 16' (Basses/Dessus)      |
| Bourdon             | 8′                       |
| Salicional          | 8'                       |
| Principal italien   | 4' (ex-Flûte octaviante) |
| Plein-Jeu           | 3 rangs (Beuchet)        |
| Trompette           | 8' (Basses/Dessus)       |

| Pédale Ut1-Fa2        |
| En tirasse permanente |

| Tirasses                                                                                 |
| Copula I/I en 4', Appel Fonds 8', Appel Fonds 16', 8', 4', Tutti, Trémolo. Transpositeur |

La coupure du Bourdon 16 s'opère entre Fa2 et Fa#2, celle de la Trompette entre Ré#3 et Mi3, expression par pédale à bascule.

### Autres objets remarquables
- un confessionnal, avec ses quatre panneaux de bois sculpté (chapelle de sainte Thérèse), œuvre classée du XVIIe siècle[53],
- une paire de reliquaires en chêne de Hollande, sculptés et dorés, contenant les ossements de saint Samson et de saint Magloire. Réalisés en 1746 et 1747 par Maître Jean Le François, sculpteur rouennais, ils trouvent place de part et d'autre de l'entrée de la chapelle absidale. Ces objets ont fait l'objet d'une mesure de classement en 1912[54],
- un aigle-lutrin, objet inscrit à l'inventaire supplémentaire[55],
- une Vierge à l'Enfant du XIVe siècle, objet en bois sculpté, classé par arrêté du 14 novembre 1930[56]. Vêtue d'une robe jaune, la Vierge porte l'Enfant sur le bras gauche lequel arbore un vêtement rouge. Placée au-dessous de la maîtresse vitre du chœur, elle proviendrait de l'ancienne église Notre-Dame, démolie au début du XIXe siècle[57],
- une Vierge Mère du XVIIe siècle tenant l'Enfant, nu, inscrite à l'inventaire supplémentaire[58],
- le Christ aux outrages, classé, datant du XVIe siècle[59],
- une Chaire, œuvre néogothique datant de 1898[60],
- une crédence,
- les cuves de l'entrée, servant de bénitier, qui datent du XVe siècle ou du XVIe siècle, ainsi que celle des Fonts baptismaux,
- un bénitier de marbre rouge, classé, situé dans le transept Sud et datant du XVIe siècle[61].

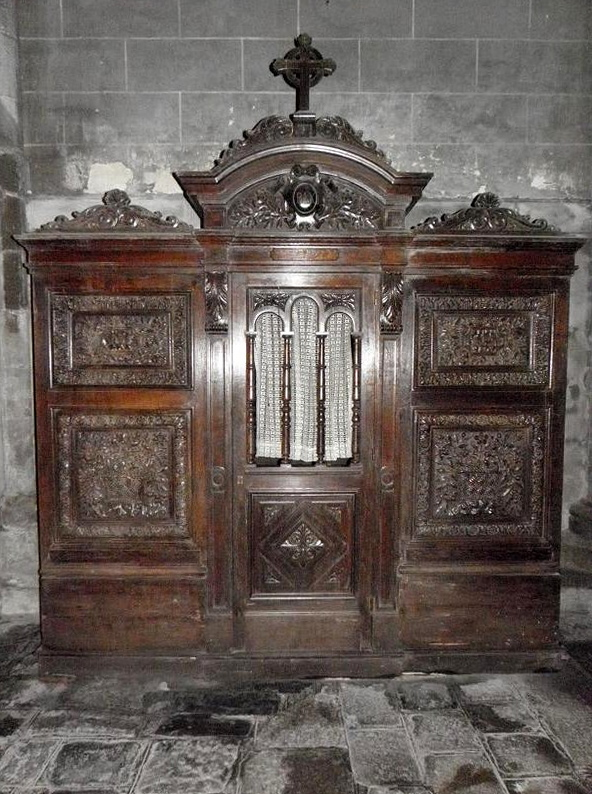
Confessionnal classé datant du XVIIe siècle.
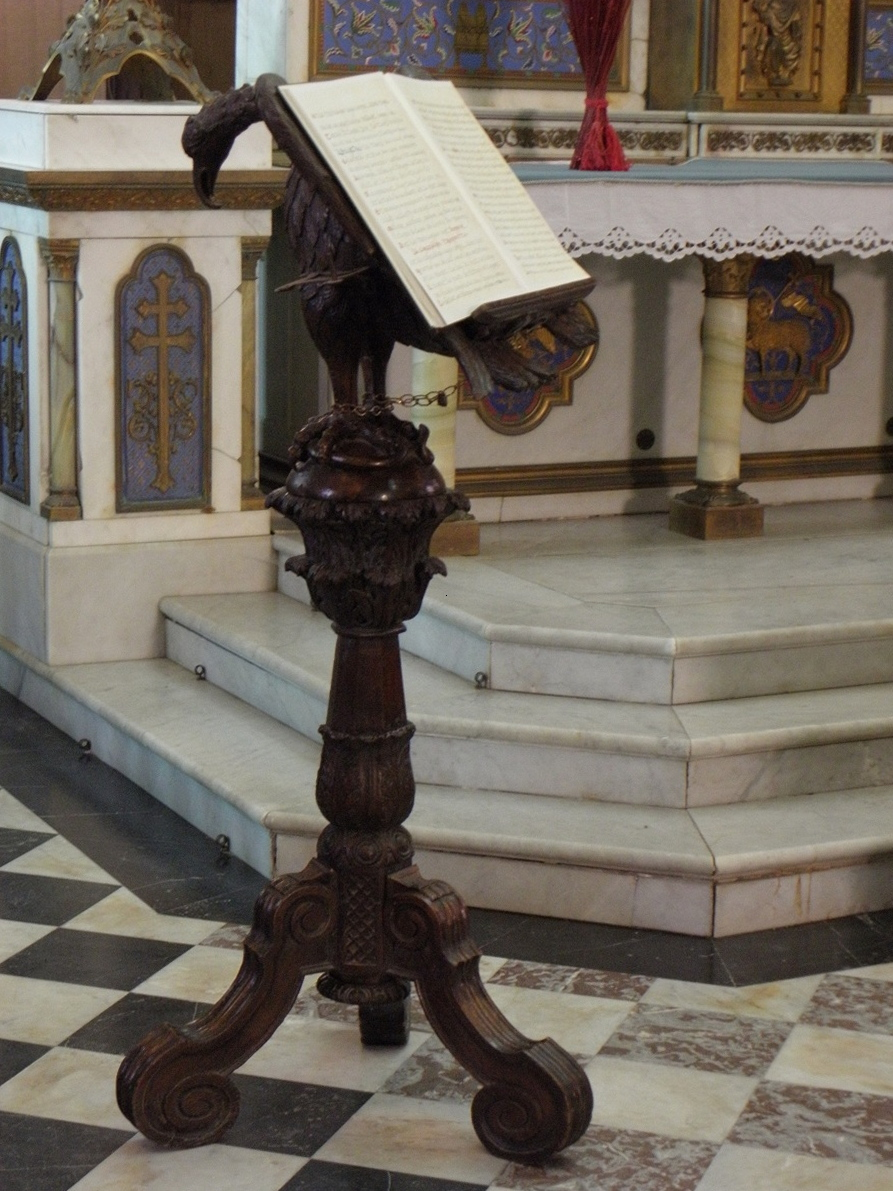
Aigle-lutrin de la cathédrale Saint-Samson.
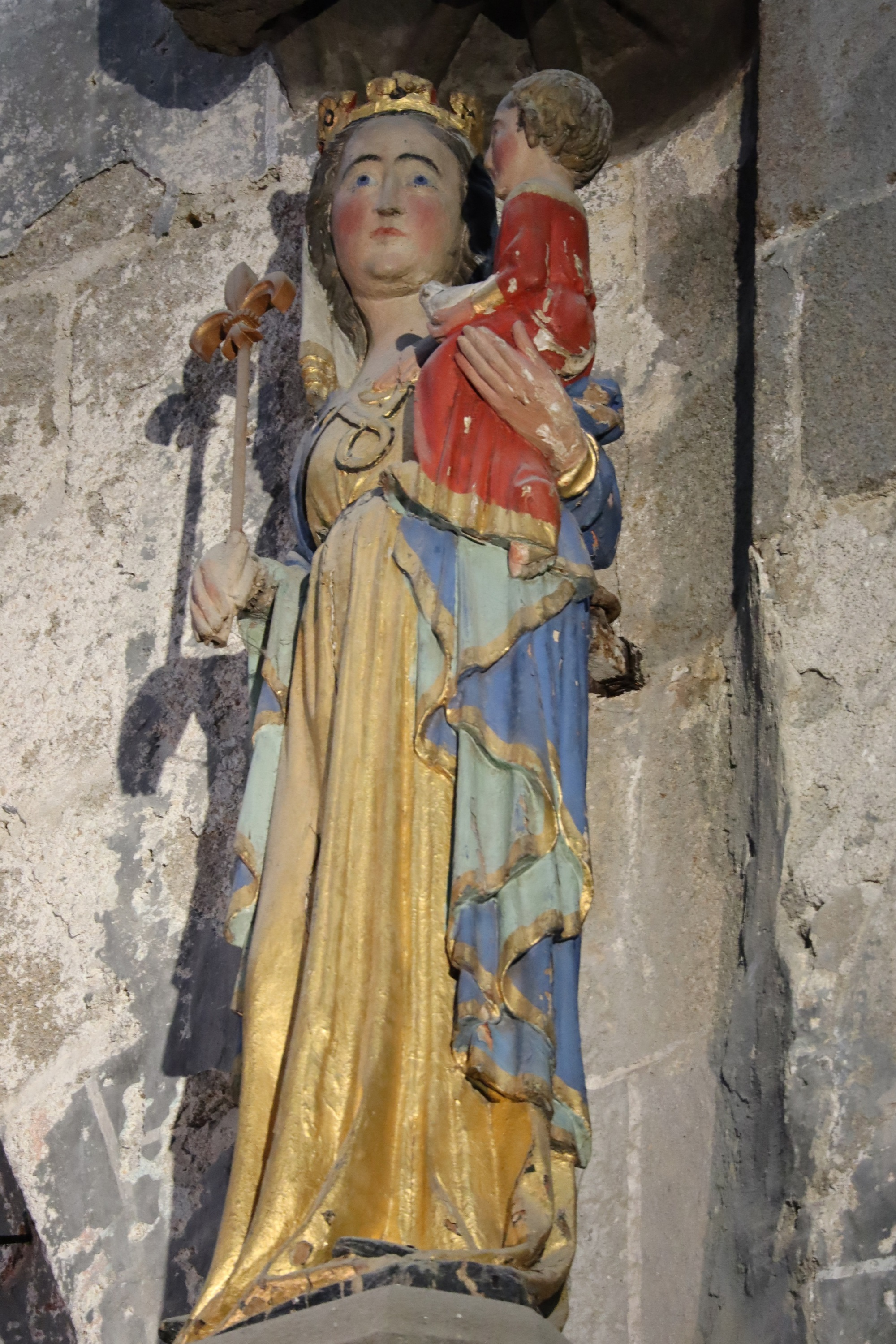
Notre-Dame-de-Dol, Vierge à l'Enfant du XVe siècle.
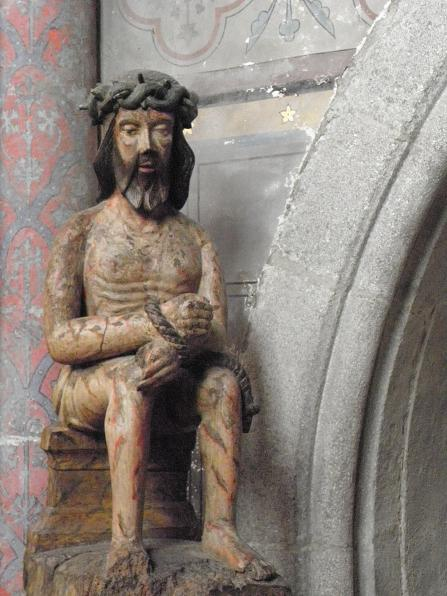
Le Christ aux outrages (XVIe siècle).
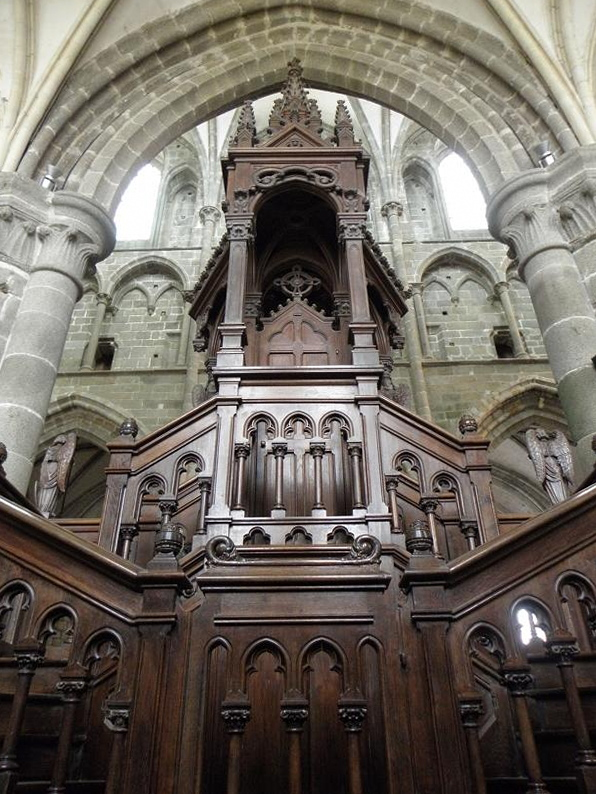
Revers de la chaire.

Parmi le mobilier disparu, il convient d'évoquer :
- les tombeaux des évêques,
- l'ancienne chaire dont la Renommée qui couronnait l'ancien abat-voix fut posée au sommet du Grand Orgue en 1899
- le Jubé qui fermait l'entrée du chœur (1792),
- un grand lustre au-dessus du transept.

### Salle du Trésor
La salle du trésor se situe dans la tour nord de la cathédrale de Dol-de-Bretagne, celle qui est inachevée. 
Ouverte au public, elle recèle de nombreux objets cultuels qui s’attachent à l’histoire de l’évêché de Dol-de-Bretagne.
Elle fut inaugurée le 12 juin 2021.

#### Ouvrages généraux
- Frédéric Dibout, La Dame de la Cathédrale de Dol (roman historique) (ISBN 979-10-699-5170-9).
- Chanoine Marie-Joseph Brune, Résumé du Cours d'Archéologie religieuse professé au grand Séminaire de Rennes, Rennes, Librairies Vatar et Jausions, 1846, p. 241-267.
- Chanoine Amédée Guillotin de Corson, Pouillé historique de l'archevêché de Rennes, vol. 1 à 6, Rennes, Fougeray et Paris/René Haton, 1880-1886 (lire en ligne).
- Paul Banéat, Le Département d'Ille-et-Vilaine : histoire, archéologie, monuments, vol. 1 à 4, t. I, Rennes/Mayenne, Éditions Librairie moderne J. Larcher/Réédition Éditions régionales de l'Ouest, 1994 (1re éd. 1928), 342 p. (ISBN 2-85554-067-4), p. 483-498.
- Collectif, Le Patrimoine des Communes d'Ille-et-Vilaine, vol. 1 et 2, t. I, Paris, Éditions Flohic, mars 2000, 1781 p. (ISBN 2-84234-072-8), p. 533-537.
- Philippe Bonnet et Jean-Jacques Rioult, Dictionnaire guide du patrimoine. Bretagne, Paris, Éditions du patrimoine, 2002, 531 p. (ISBN 2-85822-728-4), p. 229-232.
- Chantal Leroy et Dominique de La Rivière, Cathédrales et basiliques de Bretagne, Paris, Éditions Ereme, 2009, 207 p. (ISBN 978-2-915337-69-3), p. 24-33.
- Philippe Bonnet et Jean-Jacques Rioult, Bretagne gothique, Paris, Éditions Picard, septembre 2010, 485 p. (ISBN 978-2-7084-0883-8), p. 138-149.

#### Monographies et articles sur la cathédrale
- Chanoine Marie-Joseph Brune, « Observations sur une particularité de construction de la cathédrale de Dol (Ille-et-Vilaine) », Mémoires de la Société Archéologique du Département d'Ille-et-Vilaine, 1861, Imprimerie de Ch. Catel et Cie, Rennes,‎ 1862, p. 159-163 Disponible sur Gallica
- René Couffon, « La cathédrale de Dol », Congrès archéologique de France, 126e session, 1968, Haute-Bretagne, Paris, Société française d'archéologie,‎ 1968, p. 57-69
- Raymond Cornon, « La cathédrale de Dol », Annales de la Société d'Histoire et d'Archéologie de l'Arrondissement de Saint-Malo, Société d'Histoire et d'Archéologie de l'Arrondissement de Saint-Malo,‎ 1971.
- Patrick Amiot, Dol-de-Bretagne d'hier à aujourd'hui : Regard sur son histoire religieuse à travers les siècles: la Cathédrale Saint-Samson, vol. 1 à 3, t. II, Dinan, Imprimerie Du Guesclin, 1986, 342 p.
- Anne-Claude Le Boulc'h, La cathédrale de Dol, Rennes, Presses universitaires de Rennes, 1999, 246 p. (ISBN 2-86847-396-2).
- J. O., Dol de Bretagne, sa Cathédrale, Dol-de-Bretagne, Imp. Doloise, s.d., 24 p. (ISBN 978-2-86847-396-7 et 2-86847-396-2).
- Patrick Amiot, La cathédrale Saint-Samson de Dol-de-Bretagne : Cathedra Sancti Samsonis Dolensis, Mont-Dol, Patrick Amiot, 2e trimestre 2010, 56 p. (ISBN 978-2-9500660-5-3).

#### Ouvrages sur les orgues
- Michel Cocheril (dir.), Les orgues en Bretagne, Rennes/Baillé, Éditions Ursa, coll. « Images du Patrimoine » (no 42), 1988, 32 p. (ISBN 2-86934-010-9), p. 15.
- Michel Cocheril, Les facteurs d'orgues en Bretagne : 1600-1900, Thèse de doctorat d'État, Université de Rennes II, 1992.
- Sabine Morvézen (dir.), Orgues en Ille-et-Vilaine : Inventaire national des orgues, Rennes, Presses universitaires de Rennes, 2005, 358 p. (ISBN 2-7535-0153-X), p. 125-130.

#### Ouvrages sur les vitraux
- Françoise Gatouillat et Michel Hérold, Les vitraux de Bretagne, vol. VII, Rennes, Presses universitaires de Rennes, coll. « Corpus Vitrearum », 2005, 367 p. (ISBN 2753501513), p. 229-234.
- Christiane Paurd, La grande verrière de la cathédrale Saint-Samson de Dol-de-Bretagne, Saint-Suliac, Éditions Yellow Concept, 2019, 392 p. (ISBN 978-2-36063-263-3).
- Meredith Lillich, The armor of light, stained glass in western France, 1250-1325, 1994, University of California Press

#### Ouvrages sur les tombeaux
- Jacques Hylae, Le Tombeau de Thomas James, Considérations Historiques et Alchimiques, Editions Philomène Alchimie, 2022  (ISBN 9782493577276).